# Música de la dècada del 1990

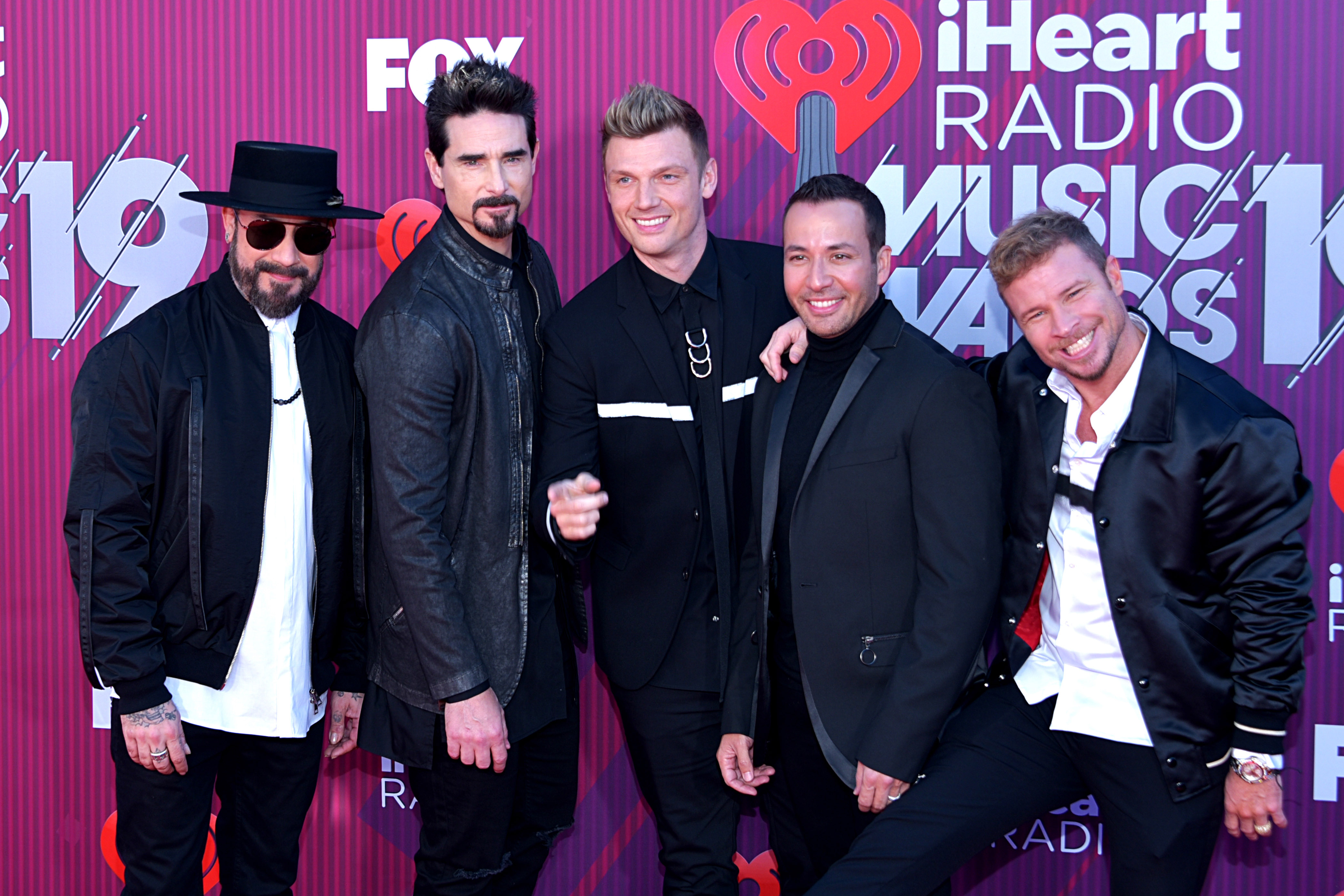
Els Backstreet Boys són la boyband que més ha venut a la història.

La música de la dècada del 1990 va continuar amb les tendències del pop adolescent i del dance-pop que havien sorgit als anys setanta i vuitanta. A més, el hip hop va créixer i va continuar tenint un gran èxit durant la dècada, amb la renovació i barreja de gèneres. El rap, el reggae, l'R&B contemporani i la música urbana en general, van continuar sent molt populars durant tota la dècada; la música urbana de finals dels anys vuitanta i noranta sovint es barrejava amb estils com el soul, el funk i el jazz, donant lloc a gèneres de fusió com el new jack swing, el neo-soul, el hip hop soul i el g-funk populars.
De manera similar als anys vuitanta, la música rock també va ser molt popular a la dècada de 1990, tot i que, a diferència de dècades anteriors, no hi ha una veritable novetat, sinó que el britpop era un retorn als bàsics. El grunge va representar la novetat més gran però la seva curta durada no va permetre un desenvolupament posterior, cosa que sí s'ha apreciat amb el britpop. El punk es torna ska punk a la vegada que hi haurà dins el rock alternatiu espai per al nu metal.
La música electrònica, que havia anat creixent en popularitat als anys vuitanta, va assolir molta notorietat als anys noranta; El house i el tecno dels anys vuitanta van assolir l’èxit internacional en aquesta dècada, a més de nous gèneres de música electrònica de ball com ara el rave, el happy hardcore, el drum and bass, el dance intelligent i el trip hop. A Europa, la música tecno, rave i reggae va tenir un gran èxit.
La dècada també va representar l'ascens de la música country contemporània una mica per tot el món mercès a figures com Shania Twain. Hi ha tot un ambient de retorn a la música celta i això es tornarà ben visible amb els The Corrs que inventen una espècie de pop-rock celta que domina tota la dècada. És una dècada de barreges en què cap estil de música pren el capdamunt de cap altre.
L'èxit estel·lar del format girlsband i boyband va tornar la dècada en quelcom més alegre i, alhora, va permetre trencar el gel entre homes i dones. El món de la música en general havia estat dominat, sobretot en l'àmbit del rock, el country o del rap, per homes i és gràcies a la resposta que grups femenins com ara les Spice Girls o TLC, i de cantants de country-rock com ara l'Analis Morrissette, que el "poder femení" pren força. Les dones comencen a visibilitzar-se als mèdia i als circuïts de promoció de música tradicionals.
La dècada de 1990 també va veure ressorgir estils més antics en nous contextos, com l'ska de la tercera onada i el renaixement del swing, ambdós amb una fusió de música basada en la trompa i elements de música rock. Amèrica Llatina aconsegueix igualment durant aquest període ressaltar a les llistes de venda dels Estats Units i amb això es va projectar a la resta del món, esdevenint número u a llistes tan oposades com poden ser el nord d'Europa.
En una reflexió sobre la dècada, el crític de música, Robert Christgau, deixa anar que els noranta varen ser "ricament caòtics, incognoscible" i "altament sotmesos a capricis de preferència individual", però "propícia per a un cert grau manejable de comprensió general i gaudi per part de qualsevol roca." En efecte, la dècada dels noranta veu com el pop, el rock o el dance es barregen amb el hip hop alhora que ni el rock, ni el pop, ni el dance arriben a liderar i sobresaltar per sobre de cap altre gènere.

## Món

### Els anys pop
Pop, de popular. No és tant que hi va haver un retorn al pop o que el pop com a gènere musical va ser dominant, sinó que durant la dècada dels anys noranta, tot es va tornar pop. Pop, altre cop, de popular. El rap i el hip-hop eren populars. El rock i, sobretot, el grunge, era popular. El dance també es va fer popular sense deixar de parlar de l'R&B més contemporani, valgui’n la redundància, popular. La música llatina tornava a ser popular i el cinema tornava a donar ganes de ballar amb música de banda sonora. Tot és pop. Són els anys pop.
La decepció és gran en llegir-ho així. Tot acostumats a tenir una línia continuada i evolucionista des de principis de segle xx, la lectura de la música dels anys noranta és doncs decebedora per qui voldria veure-hi el predomini d’un únic gènere, així com un batalla que hauria estat victoriosa per aquest o aquell altre. I, això, no és possible perquè durant els noranta, s’escoltava de tot. En efecte, dels inicis fins als quaranta, el jazz i l'R&B clàssic vivien la seva època daurada però van deixar lloc als cinquanta, que són la dècada del rock’n’roll. Els seixanta del rock, si cal beatlmanïac. Els setanta és l'era del disco. Els vuitanta, fa lloc amb el pop sintètic. Per tant, qui havia de succeir-los durant els noranta? Ningú altre. Tots a la vegada i cap per separat.
Hi tenim la vessant més innovadora i rockera amb Nirvana. Però també hi ha espai per a la festivitat i publicitat més encenedora de masses amb els Backstreet Boys o les mateixes Spice Girls. Fins i tot entre aquests dos nius, es pot escoltar dance, rap i hip hop. El barreja és la tendència al món capitalista.
Potser al capdavall aquesta realitat és com és perquè la societat es troba davant del final de la Primera Guerra Freda i ja no hi ha cap mena de batalla més a lliurar. Cau el bloc soviètic i la imatge més emblemàtica que circula a tot el món és la de la destrucció del mur de Berlín. La idea, força idealista, que la història ha arribat a la fi fa furor. En no haver-hi cap guerra més per què hauria d’haver-ne una al món de la música?
Les aparences són ben sovint enganyoses. Durant els anys pop tal com s’ha anat dient aquí, hi va haver una guerra de relats. Mentre la rivalitat de Blur i Oasis miraven de tenir tots els altaveus per fer valdre la seva predominança, les Spice Girls cridaven ben alt, ben fort, a cada entrega de premis que el pop “is back”. “De tornada” perquè resulta que el hip hop i el rap dominen. Potser no, perquè el dance fa estralls allà on es presenta.
Fet i fet, si hi ha alguna decepció, és que aquesta guerra de relats no se la va emportar ningú i, per això, cal dir que els noranta foren la dècada pop, de popular. Tot era popular.

#### El consum de música amb CD

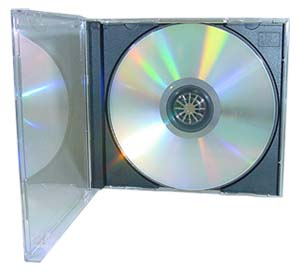
Imatge d'un embalatge de CD amb el disc dins seu.

Els anys noranta són igualment a nivell del format d'emmagatzematge i comercialització de la música, una època de tot tornat popular. És, més ben dit, un període de transició. Es transita entre els cassets cap als discos compactes. Això voldrà dir que durant els noranta, tots dos, disc compacte i casset, són utilitzats indistintament.
Les botigues de discos van plenes dels dos formats. Es podia comprar un àlbum en format disc o bé casset. El CD o Compact Disc en anglès va anar substituint els cassets de mica en mica durant tot aquest període per viure un gran auge entre mitjan de la dècada dels noranta i principis dels anys 2000. L'èxit s'explica per la seva fórmula. Un casset era útil, si el comparem amb els vinils. Es transporta, és petit i pot anar pel carrer, fent esport, ballant o caminant, sense patir per talls provocats pels moviments bruscos que fem mentre caminem o ballem. S'emporta al metro, al bus, al gimnàs, a la sala d'espera, a tot arreu.
Tenien un inconvenient. Calia rebobinar. Els cassets són cintes de música que fan desfilar el contingut de l'àlbum. És a dir, per escoltar el single més venut, calia, potser, rebobinar la cinta fins gairebé el final i, un cop escoltat, tornar-la a rebobinar, marxa enrere, per tornar a escoltar el single. El procés no és gens complicat, però és pesat.
El CD, una proesa més de la informàtica, evita les rebobinar. Hom salta de cançó, de la primera a la darrera en l'espai d'un segon per cançó. Vols tornar enrere? Doncs torna a saltar-te la cançó. La comoditat és tan gran que el públic hi adhereix sense esperar-se gaire estona més. Si, en aquest sentit, hi havia walkmans per als cassets, ara s'inventaven els discmans. I, per tal d'evitar els problemes de talls a mitja cançó, es treu aviat al mercat els discmans anti-xoc.
Gràcies a la venda de discos, la indústria de la música multiplica els bitllets. El negoci dels CD era molt rendible i donava feina a tot un circuït que feia circular l'economia de tot un país. Calia efectivament una caràtula per al CD. Els professionals del màrqueting no han de patir per l'atur. Les caràtules necessiten ser impreses. Les impremtes hi guanyen. El cantant cobra els drets d'autor també per la caràtula. Un cop produït el CD, cal desar-lo en una capsa. Són diners pel fabricant de CD. Tot seguit, el CD ha de marxar de la fàbrica i arribar a les botigues. Més diners per al transportista. Dins la botiga, el CD aporta diners a la discogràfica, l'artista i la mateixa botiga. És un circuït i funciona bé, massa bé. Les discogràfiques organitzen així doncs trobades entre artistes i fans. Són les firmes de CD. Hi guanyen els supermercats o botigues que acullen l'esdeveniment, però el públic com la discogràfica i l'artista.
Un negoci rodó que va omplir les arques de les discogràfiques.

### Els nous gèneres

#### El grunge

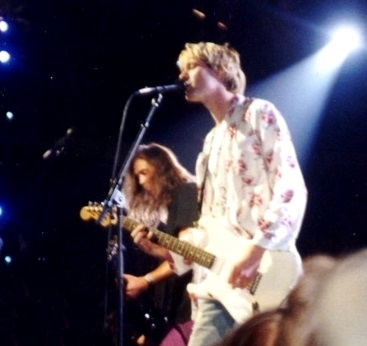
Nirvana és considerat la veu cantant del grunge mainstream dels noranta.

Cap al final dels vuitanta, sobretot a l'entorn de Seatle, a l'estat de Washington, als Estats Units, hi ha un ambient pessimista que està tip dels sintetitzadors, però també del rock amb estètica refinada i calculada. És a dir, hi ha un gruix de població que no se sent identificada amb l'estètica del glam rock dels vuitanta. Ho troba tot molt artificial. És població que viu a les seves carns l'inici d'anys de crisi econòmica, que s'allunyen de la bonança de les trenta èpoques glorioses que sorgiren al final de la Segona Guerra Mundial. És la primera generació que guanya menys que els seus pares. Un grup de població jove de Seatle voldria doncs expressar la seva ràbia, les seves angoixes i la seva enfurismada amb l'època en què els va tocar viure i el resultat d'això va ser el grunge.
El grunge és un tipus de música que mira de retornar als orígens del rock però fusionant-ho amb el rock més pesat que hi ha hagut. És doncs una expressió de rock alternatiu, perquè es produeix en discogràfiques independents i no compon amb el rock mainstream. Fusiona el punk, amb el heavy metal, el hard rock amb altres estils de rock. Es fa difícil parlar de grunge sense tenir al cap els Nirvana. El grup va tenir un èxit tant gran durant els noranta i la mort del seu líder va ser tant sonada que es torna difícil visualitzar el grunge sense pensar immediatament en Nirvana, però el grunge va ser veritablement un gènere a banda, que trobaríem representat en bandes com ara Soundgarden, Alice in Chains i Pearl Jam.
Inicialment és subcultura i el seu èxit és degut a la promoció que en va fer MTV; una maleïda maledicció per als grups de grunge, si més no això deien perquè no se sentien identificats amb cap gènere a banda i aquesta "categorització" la menystenien. Les discogràfiques cerquen els nous Beatles a Oregon i veuen en aquest ambient de Seatle un nínxol de marcat que caldria explotar. Era un so més polit, un rock més directe i, això no obstant, els seus components no eren uns genis de la guitarra elèctrica. Aquest nou so de la subcultura dels anys 1990 emetia una melodia molt melangiosa, propi d'una generació decebuda, com se la va batejar: Generació X. És un xic derrotista en tant que ho donen tot per perdut. No tenen la meitat dels diners que els seus pares i per això el seu estil i estètica el construeixen a base de roba simple i cabells llargs. Se'n diu estètica i filosofia "grunge". MTV projecta Nirvana al seu canal, necessitada de tenir quelcom diferent, tot començant els noranta i, de cop i volta, comencen a sortir un munt de grups grunge.
L'edat daurada del grunge va ser curteta. Va néixer amb Nirvana i va morir igualment amb Nirvana. S'inicia cap al final dels vuitanta, en fan publicitat tot començant els noranta i vers el 1994, moment en què el líder de Nirvana se suïcida, mor el grunge. La mort de Kurt Cobain va copsar el món sencer i d'ençà que no es va tornar a escoltar més grups d'aquest tipus. El canvi de tendències al món del rock es va fer força visible amb el single Wonderwall d'Oasi.

#### El Britpop

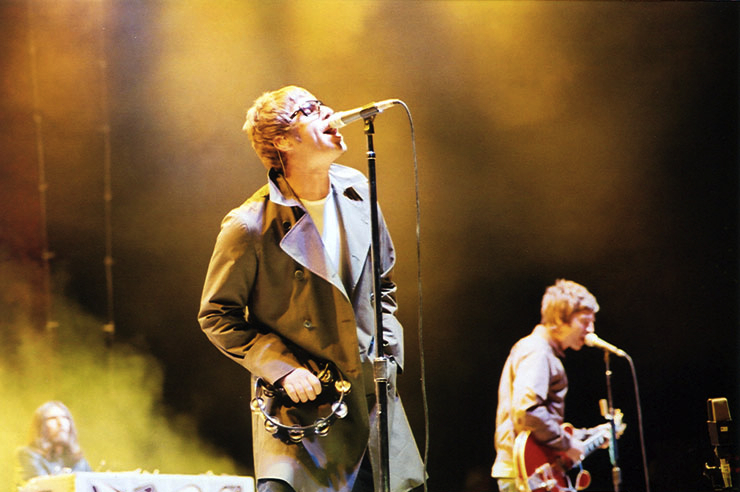
Oasis en concert.

L'anomenat britpop és qui va agafar el relleu del grunge a tot el món. A principis de la dècada dels 1990, va sorgir al Regne Unit un moviment de contracultura, anomenat Britpop mitjançamnt la premsa musical, que rebutjava l'ambient juvenil estatunidenc i volia fer rock a partir de l'ambient britànic juvenil.
Tot i que el moviment va estar fortament influenciat pel rock britànic dels anys seixanta, hi havia poca cosa que permetés definir, musicalment, les bandes britpop més enllà de la propaganda de la premsa britànica. És doncs sobretot un apel·latiu a una nova onada de rock, un xic inspirada per l'ambient pessimista de la joventut estatunidenca, amb ganes de retornar a l'èxit beatlemanïac i, d'això, varen renovar la cultura seixantera amb les novetats que s'havien anat donant d'ençà els seixanta. És, certament, una actitud, més que un estil de música nou.
Bandes de britpop com Blur, Suede, Pulp, Ash, Elastica, Supergrass, The Verve, Echobelly, Manic Street Preachers, Radiohead, Portishead, Ocean Colour Scene i Oasis van encapçalar regularment els senzills i les llistes d’àlbums tot al llarg de la dècada. Oasis va ser la banda més gran de l'era del Britpop a l'avantguarda del rock alternatiu. El seu segon àlbum (What's the Story) Morning Glory? es va convertir en el segon àlbum d'estudi més venut de tots els temps al Regne Unit. "Wonderwall" va assolir el número 2 de les llistes de singles del Regne Unit i el número 8 del Billboard estatunidenc.
Els fenomen del Britpop va ser, com el grunge, curt i cap a finals de la dècada de 1990, la majoria de les seves bandes van dividint-se o desaparegueren, tot i que de l'experiència es van formar noves bandes inspirades en aquesta època com ara Travis, Coldplay i Keane. Bona part de l'èxit del Britpop va venir de l'exposició mediàtica que es va ver a l'entorn d'Oasis i Blur, dos grups rivals, si més no així mateix es va presentar als mèdia.

#### El clubbing

Fotografia de la italiana Gala

Durant els anys 1990 la música de ball va prendre una rellevància cabdal gràcies a l’aparició del techno i el house, a més del dance. La discoteca va en augment gràcies a la cultura del clubbing. La població s’apropa efectivament les nits del cap de setmana a escoltar música dance, house o techno als clubs de cada ciutat. La música dance, techno i house es comercialitzen de foram normativa i arriben amb això al seu màxim.

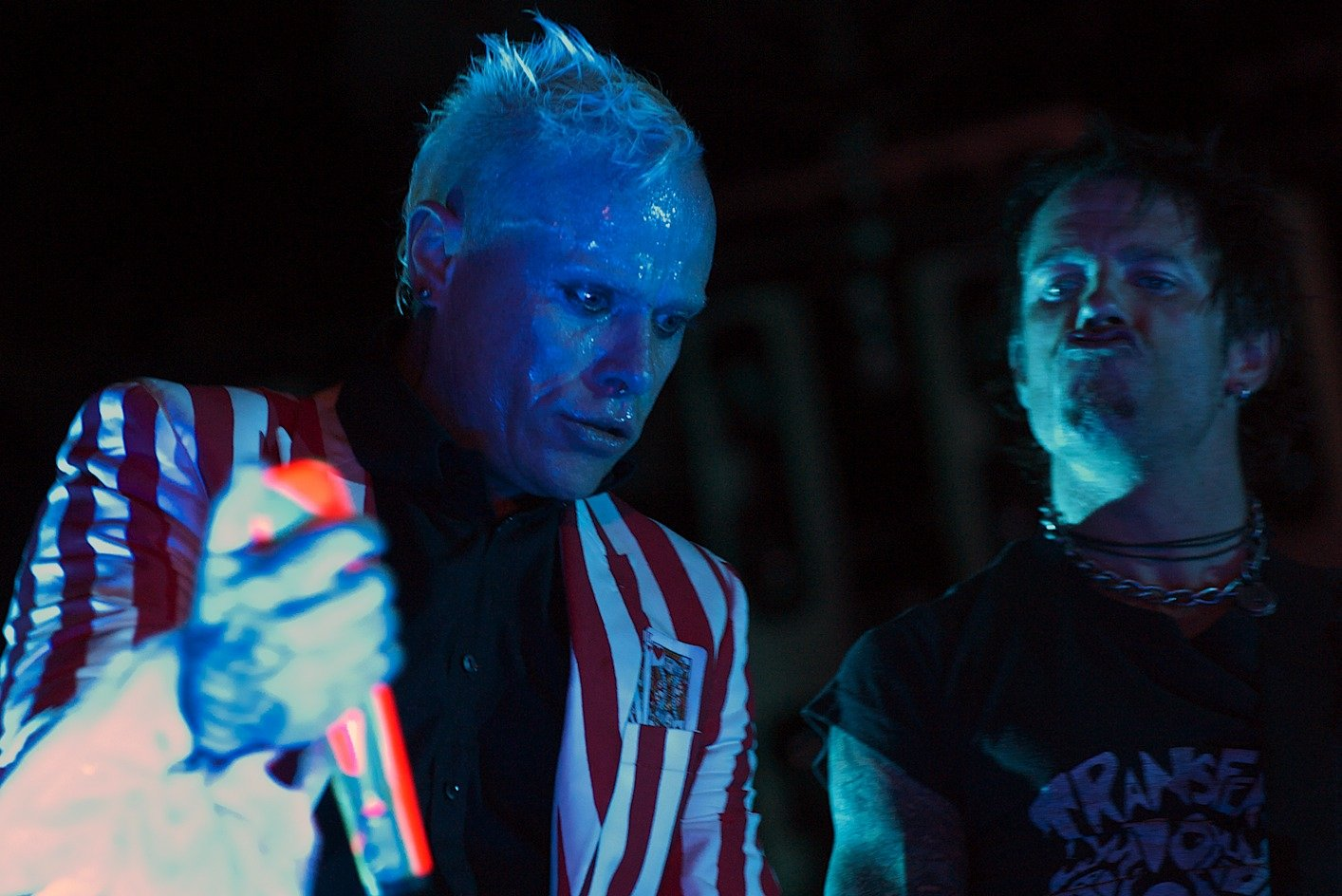
El grup de música electrònica anglès The Prodigy es va tornar en un dels més populars dels 1990.

Dins la música dance, Europa és el continent privilegiat de la seva producció. Alguns artistes destacats són:
Toy-Box, Daze, Jonny Jakobsen, Alexia, Alice Deejay, Haddaway, Captain Jack, Captain Hollywood Project, Basic Element, Solid Base, Daze, Gigi D'Agostino, Vengaboys, 2 Unlimited, Cappella, Corona, Culture Beat, DJ Bobo, Dr. Alban, Ice MC, La Bouche, 2 Brothers on the 4th Floor, Twenty 4 Seven, Leila K, Fun Factory, Masterboy, Mr. President, Pandora, Magic Affair, Maxx, Loft, Sash!, BKS, Snap!, Playahitty, Love Inc., Real McCoy, Urban Cookie Collective, Scatman John, Paradisio i Whigfield.

Es pot destacar aquest llistat d’èxits per al dance:
Haddaway (What is love), Corona (The rythm of the night)m Mystic (Ritmo de la noche), Rozalla (Everybody's free), Guru Josh (Infinity), 2 Unlimited (No limit), Scatman john (Scatman), Real 2 Real (I loke to move it), Whigfield (Saturday night), Culture Beat (Mrs Vain), CeCe (Finally), Warren G (Regulate), Effeil 65 (Blue), Quad City DJ's (C'mon N' Ride It), Gala (Freed from desire), Vengaboys (We're going to Ibiza), DJ Alice (Better off alone), La Bouche (Be My Lover), etc.
Als Països Catalans fa furor la Ruta del Bacalao on joves de totes parts dels territoris de parla catalana se’n van al País Valencià a gaudir-hi de música techno.

Dins el techno, es poden destacar discjòqueis com ara:
Prodigy, the Chemical Brothers, Fatboy Slim, Aphex Twin, Autechre, Boards of Canada, Squarepusher, Leftfield, LFO, Massive Attack, Portishead, Underworld, Dreem Teem, Tuff Jam, Grant Nelson, 187 Lockdown, R.I.P. Productions/Double 99, Dem 2, Sunship o Faithless
Eivisa als Països Catalans es torna la destinació preferida per la població que vol gaudir d’una nit de techno, dance i house. L’illa es torna un bon aparador que atreu milions de turistes i punxa-discos.
La cara menys amable de la cultura clubbing va ser la introducció de les drogues com l'èxtasi. Morts i vides joves perdudes. Els noticiaris televisius donen males notícies a tot Occident. S'estableixen xarxes de prostitució i de tràfic de drogues.
El house o el techno són els primers gèneres de la història de la música que no s’obtenen amb un instrument. Neixen a la dècada dels anys 1980 als Estats Units i els crítics de música els acaben considerant gèneres degradats de música popular. Però no és així, simplement el fet de trobar-se amb una peça no composta amb un instrument xoca l’imaginari de l’època. El house més concretament és una continuació, però, de la música disco. A Xicago, la discoteca The Warehouse, que acaba donant el nom al gènere, punxa les nits música disco, malgrat la mala maror que guanya aquest gènere al principi dels anys 1980. Dins, influïts per Kraftwerk, djs com ara Frankie Knuckles, mesclaven elements del disco amb sons electrònics. En surt el house, que per la mateixa pràctica, deriva en el techno.
El dance, el house i el techno posen de moda les raves una mica a tot arreu.
Bill Coleman, crític de la revista Billboard, comença a interessar-se durant els noranta per aquest nou so, diferent i gens comú. Aprecia com les discoteques de Detroit o Xicago en van plenes. Escriu un parell d'articles i això contribueix a visibilitzar un gènere que abans d'això era reservat a una minoria, exclosa de la societat.

#### El pop-rock celta

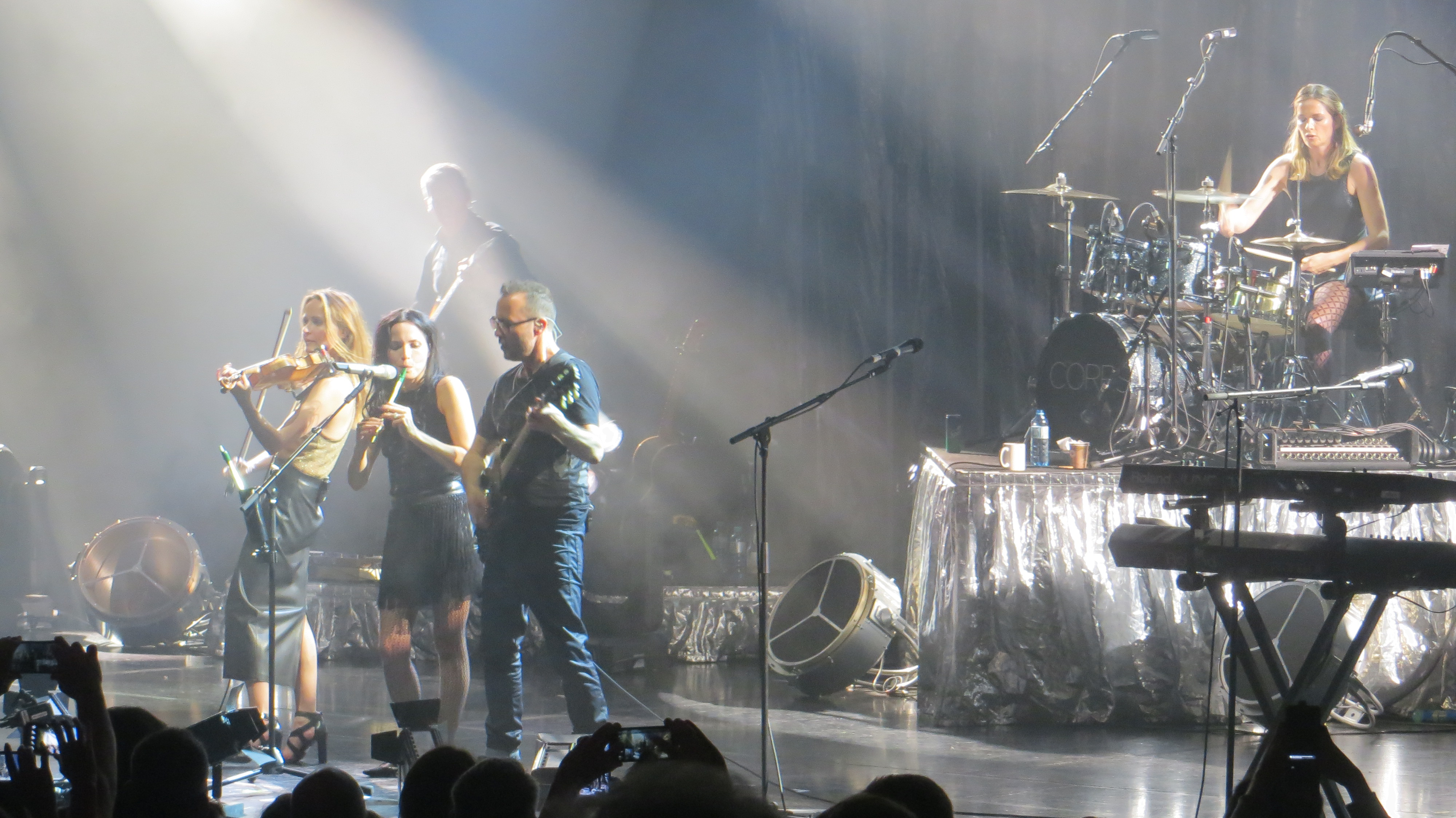
The Corrs (Vienna, 2016)

El grup The Corrs fa èxit durant els noranta amb pop-rock celta o pop-rock de sonoritats irlandeses. És gairebé l'únic grup que es fa visible amb aquest gènere. La dècada és ella mateixa personalista perquè el grunge es resumeix a poc més que Nirvana. Per aquest motiu podem dir que el pop-rock dels The Corrs és personalista.
La carrera de The Corrs va ser molt profitosa i es poden destacar èxits com ara:
Breathless, Runaway, What Can I Do, Summer Sunshine, So Young, Dreams, I Never Loved You Anyway, Radio, Irresistible, Only When I Sleep, Forgiven Not Forgotten, Give Me a Reason, Would You Be Happier?, Bring On The Night, Love to Love You, etc.
La música celta és l'arrel del country i precisament a la dècada dels noranta aquest gènere torna a saltar de les pròpies fronteres per fer gira mundial. Als Estats Units hi va haver un gran fenomen. Després de dècades de certa decadència del gènere, els estatunidencs tornen a prendre el gust al country.

### Música negra

#### Edat d'or de la cultura hip hop

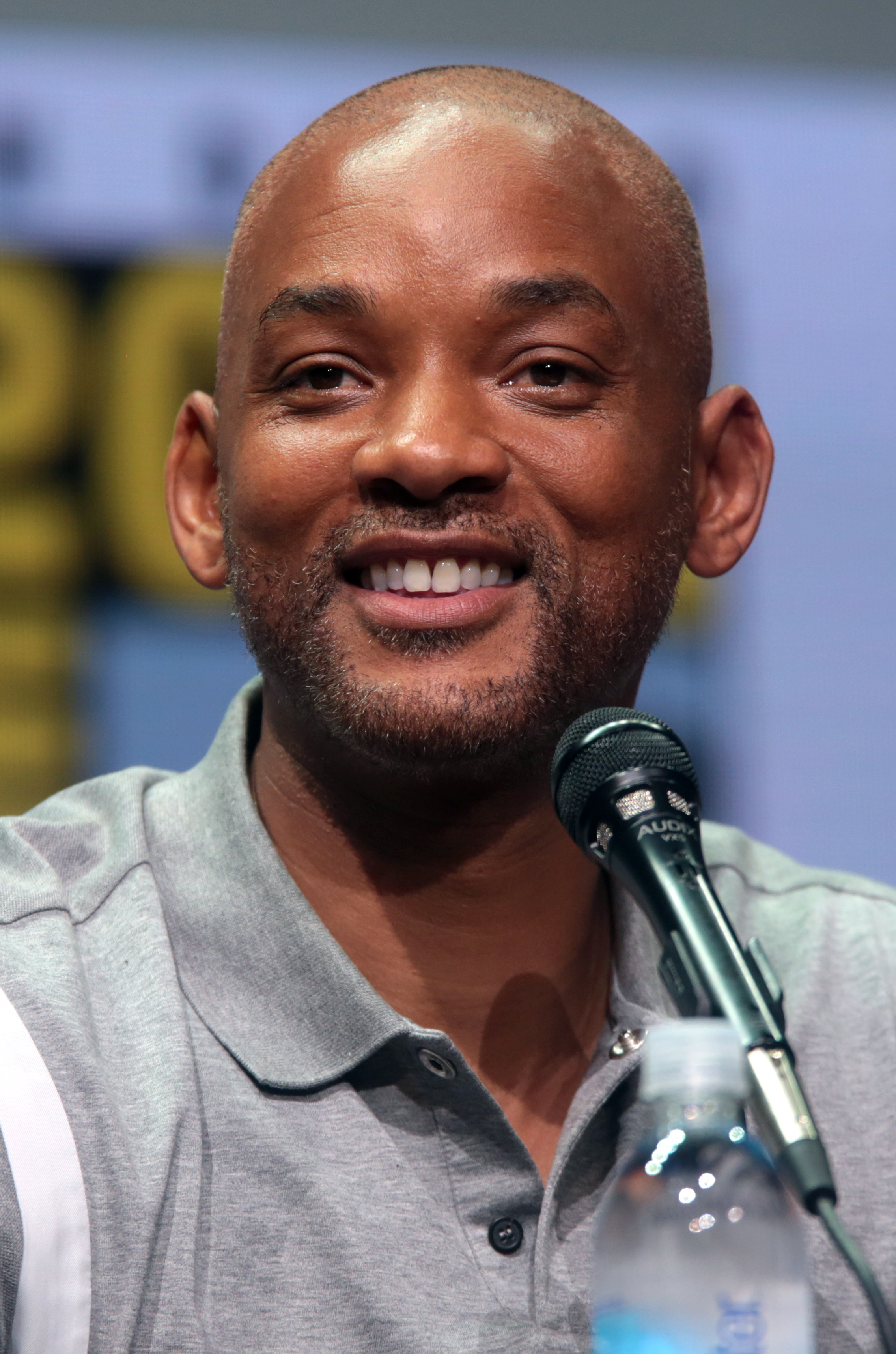
Will Smith, la cara més comercial del rap dels noranta

La dècada dels noranta es va fer un ple de música rap. Una nova onada que venia per via doble. Hi havia el rap més clàssic i la tendència més burgesa. El públic general va escoltar les versions que venien de Vanilla Ice, Snow o Hammer. Hi va haver espai per barrejar-ho amb rock, amb dance o altres gèneres. El costat més classicot el donà l'anomenat rap gangsta. Es tracta d'una tendència dins el rap, més melòdica, més ben acceptable per a l'oïda, però encara més violent a nivell de les paraules, d'una tendència menys política i més social.
Als Estats Units Ronald Reagan és substituït per George Bush. L'ambient violent, cínic i neoliberal, de la nació blanca, racial i anglosaxona, es reforça. Els carrers de Nova York i Los Angeles són els protagonistes de la nova onada de racisme envers les comunitats afroamericanes. El crac substitueix l'heroïna als carrers. El so novayorkès, més groller, evoluciona cap a quelcom de més melodiós de la mà de Los Angeles. El gangansta rap ens parla d'una societat que surt a denunciar sense pèls a la llengua la realitat que viuen els barris pobres dels EUA.
El to el va donar NWA. El grup va començar apuntant maneres amb èxits que varen escandalitzar l'opinió pública. L'FBI els cercava, entre més, perquè a singles exitosos com Fuck tha Police, se'n prenien de forma molt virulent contra la policia estatunidenca. La mateixa que es nodria de porres i tota mena d'armes per fuetar els carrers, sense resoldre veritablement la pobresa ambient.
D'aquest grup, els seus membres varen iniciar carreres en solitari sonants, com la de Dr. Dre, Ice Cube, MC Ren, Yella, Arabian Prince o Eazy-E. La vessant més provocadora va ser capaç d'editar l'àlbum Nation of Islam. Les controvèrsies varen ser molt sonades en quant a tot allò que envoltava el món del rap. Se'ls acusava de masclistes, violent i racista.
Snoop Dogg es va tornar en la figura més cèlebre dins el gangsta rap. Era inofensiu, estèticament. Feia gala de la seva luxosa pobresa.
Vet aquí alguns dels rapers i grups de rap més cèlebres dels noranta: Tim Dog, Warren G, Coolio, Compton's Most Wanted, Abouve the Law, DJ Quick, BG Knocc Out & Dresta, Lifers Group, Crazy Chris, Original, B-Wise, Wu-Tang Clan, Ice-T, Snow, MC Hammer, Vinilla Ice, Notorious B.I.G, Ice Cube, Nate Dogg, 2Pac, Notorious B.I.G., Nas, Dr. Dre, Sir Mix-A-Lot, LL Cool J, Eazy-E, Snoop Doggy Dogg, Busta Rhymes, Cypress Hill, OutKast, Three 6 Mafia, Mobb Deep, Public Enemy, A Tribe Called Quest, Puff Daddy, DMX, Master P, Jay Z o Eminem.
El costat més dòcil el varen donar Snow, Puff Daddy, Hammer o el mateix Will Smith. En Smith era actor i es va fer conèixer gràcies a la sèrie de televisió El príncep de Bel-Air. Hollywood, per la seva banda, va començar a fabricar més i més pel·lícules ambientades en els barris en què el hip hop i el rap eren reis. El resultat d'aquesta tendència, dona un Will Smith que s'atreveix amb el rap.
Als noranta, efectivament, el hip hop va experimentar amb tot de gèneres. Ice-T es va acostar al heavy mental mentre que altres rapers com ara Vanilla Ice varen apropar-se molt més al pop. Wu-Tang Clan volgueren explotar l'ambient orientalista, amb un so "kong fu", si més no així mateix es va presentar al públic. El canadenc Snow va atrevir-se amb una barreja entre reagge i rap, DeeLile va remesclar el funky amb rap, Africa Banbataa va preferir barrejar el hip hop amb dance. Dins el dance, la barreja entre hip hop i aquest gènere de discoteca va donar obres molt apreciades, com les de Ice MC, Snap! o Deee-Lite.
El rap barrejat amb altres gèneres va donar composicions com ara Butterfly (Crazy Twon), Gettin' Jiggy Wit It (Will Smith), Gangsta's Paradise (Coolio fest. L.V.), Eminem (My namer is), I Wish (Skee-Lo), Strike It Up (Black Box), Whatta Man (En Vogue & Salt-N-Pepa), Jump (Kris Kross), Here Comes the Hotstepper (Ini Kamoze), I'll Be Missing You (Puff Daddy), Got the Fillin' (5ive), etc

#### R&B contemporani

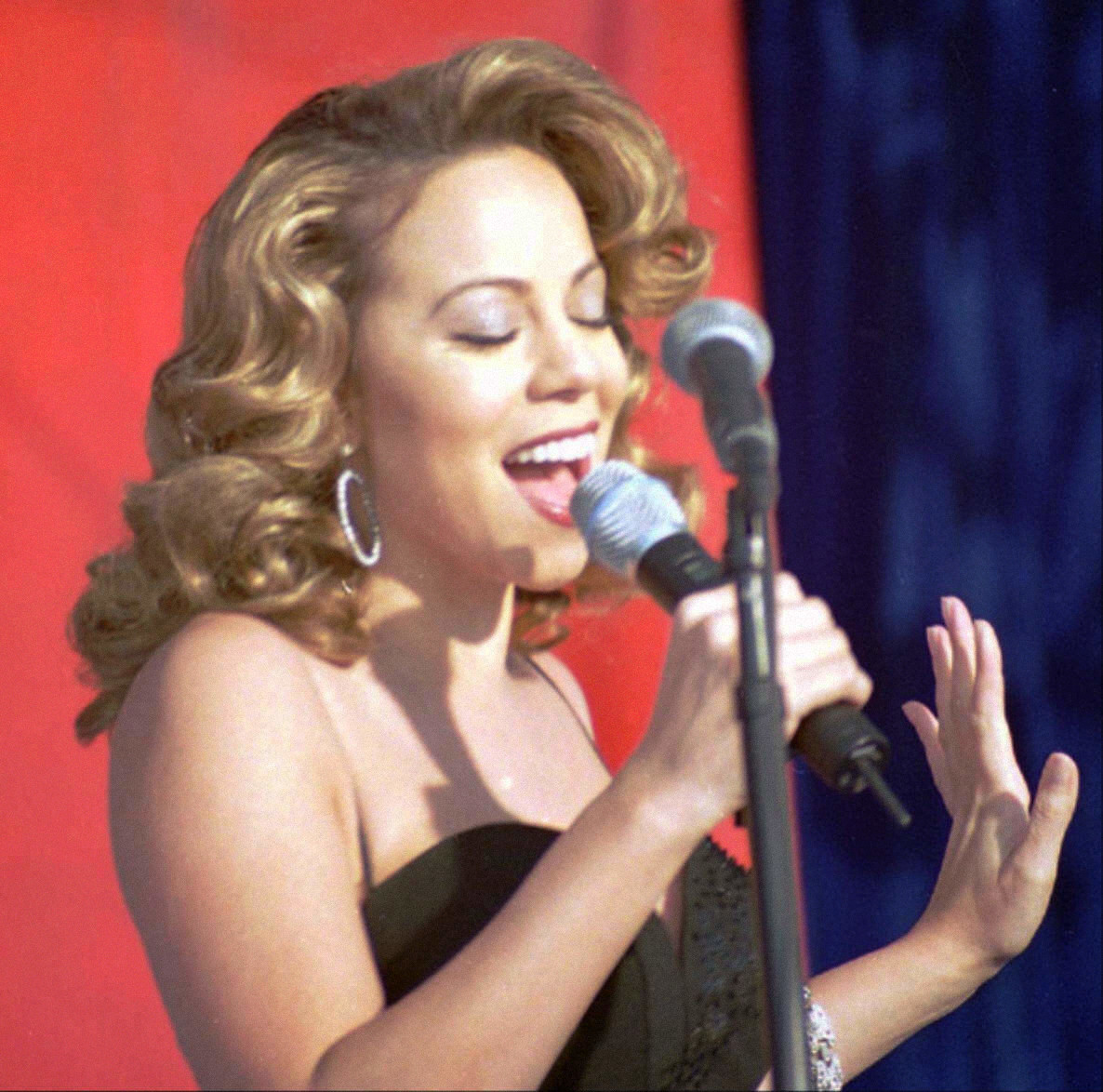
Mariah Carey.

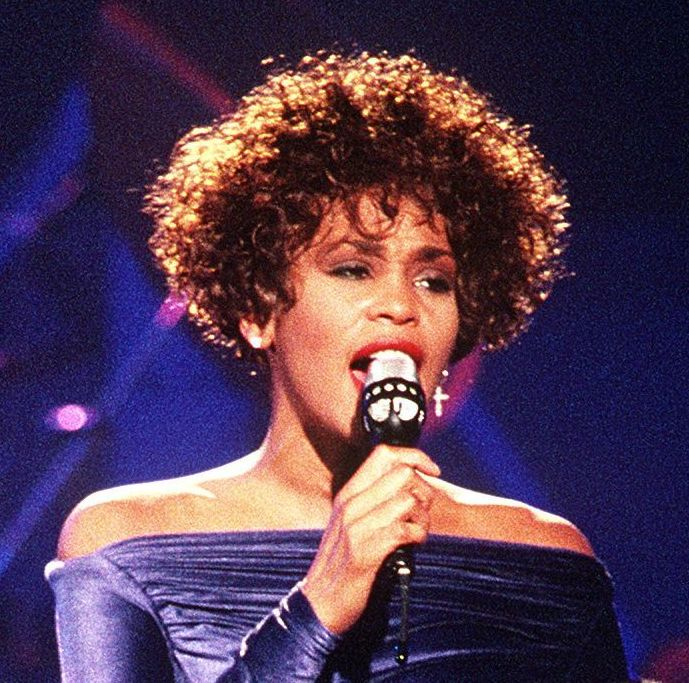
Whitney Houston.

L'R&B contemporani dels noranta té com a protagonistes a dues estrelles: Mariah Carey i Withney Houston.
- Els èxits de la Whitney Houston inclouen "All the Man That I Need" (1990) i "I Will Love You You" (1992). Aquest últim, una cançó de l'exitosa pel·lícula The Bodyguard de 1992, va passar 14 setmanes al Billboard Hot 10 i va vendre més de 40 milions de còpies a tot el món. És el single més venut per una artista femenina en solitari de tots els temps.

- La carrera de Mariah Carey va ser propulsada amb singles d'èxit com ara "Vision of Love" (1990) i "Love Takes Time" (1990). Els seus àlbums Music Box (1993) i Daydream (1995) formen part dels més venuts i han exercit important influència en l'R&B contemporani.

Segons Richard J. Ripani, Carey i Houston, "depenen en gran manera de la tradició vocal de la música gòspel," però "mostren un èmfasi en el melisma que va augmentar en l'R&B en general durant els anys 1980 i 1990". Són considerades com un exemple extrem de l’ús de melisma i són conegudes per iniciar tota la tendència melismàtica en cançons amb artistes femenines durant els propers 20 anys. Beyoncé diu ser una gran hereva d'aquesta pràctica.
A banda, però, la banda Boyz II Men va tornar a popularitzar les harmonies vocals clàssiques inspirades en el soul. Michael Jackson va incorporar el nou jack swing al seu àlbum Dangerous de 1991, amb més de 35 milions de vendes; és l'àlbum més venut de la dècada en R&B. Les balades es varen tornar populars, on hi varen destacar, a més de Mariah Carey i Whitney Houston, Mark Morrison, Faith Evans, 112, D'Angelo, Lauryn Hill, En Vogue, Toni Braxton, Boyz II Men, Mary J. Blige, Dru Hill, Vanessa Williams, Groove Theory, Bell Biv Devoe, Jodeci, Jon B., Diana King, Tony! Toni! Tone !, Tara Kemp, Brownstone, Shanice, Usher, SWV, Silk, 702, Aaliyah, Keith Sweat, TLC, Xscape, Brandy, Monica, Mýa, Total, Tevin Campbell i R.Kelly.
A diferència de les propostes de la banda Boyz II Men, Babyface i artistes similars, altres artistes de R&B d’aquesta mateixa època van començar a afegir encara més so hip-hop al seu treball. Les cançons de ritme pesades fetes amb sintetitzador van ser substituïdes per proposicions inspirades en el hip-hop de la Costa Est dels EUA, cosa que va donar lloc a un gènere etiquetat com a "hip hop soul" del productor Sean Combs.
L'estil es va fer menys popular a finals dels anys noranta, però va experimentar posteriorment un ressorgiment. A mitjan dècada de 1990, Janet Jackson, Mariah Carey, Faith Evans, TLC, Xscape, Whitney Houston i Boyz II Men van portar l'R&B contemporani a tornar-se un gènere de masses. El cinquè àlbum d'estudi homònim de Jackson Janet (1993), que va sorgir després del seu històric contracte multimilionari amb Virgin Records, va vendre més de vint milions de còpies a tot el món.
Houston, Boyz II Men i Carey van gravar diversos èxits que encapçalaren el Billboard Hot 100, com ara "Exhale (Shoop Shoop)", "One Sweet Day", una col·laboració amb Boyz II Men que es va convertir en el número 1 més longeu a la història del Hot 100. Carey, Boyz II Men i TLC van llançar àlbums l'any 1994 i 1995 —Daydream, II i CrazySexyCool respectivament— que van vendre més de deu milions de còpies, obtenint el títol de diamant als Estats Units.
Carey es va convertir en l'artista femenina amb més èxit de la dècada als Billboard. Artistes de R&B com la Janet Jackson, en Michael Jackson, la Whitney Houston i la mateixa Mariah Carey són alguns dels artistes més venuts de tots els temps, i sobretot, a la dècada dels 1990 van portar l'R&B contemporani a tot el món.

### Música pop

#### El fenomen boysband

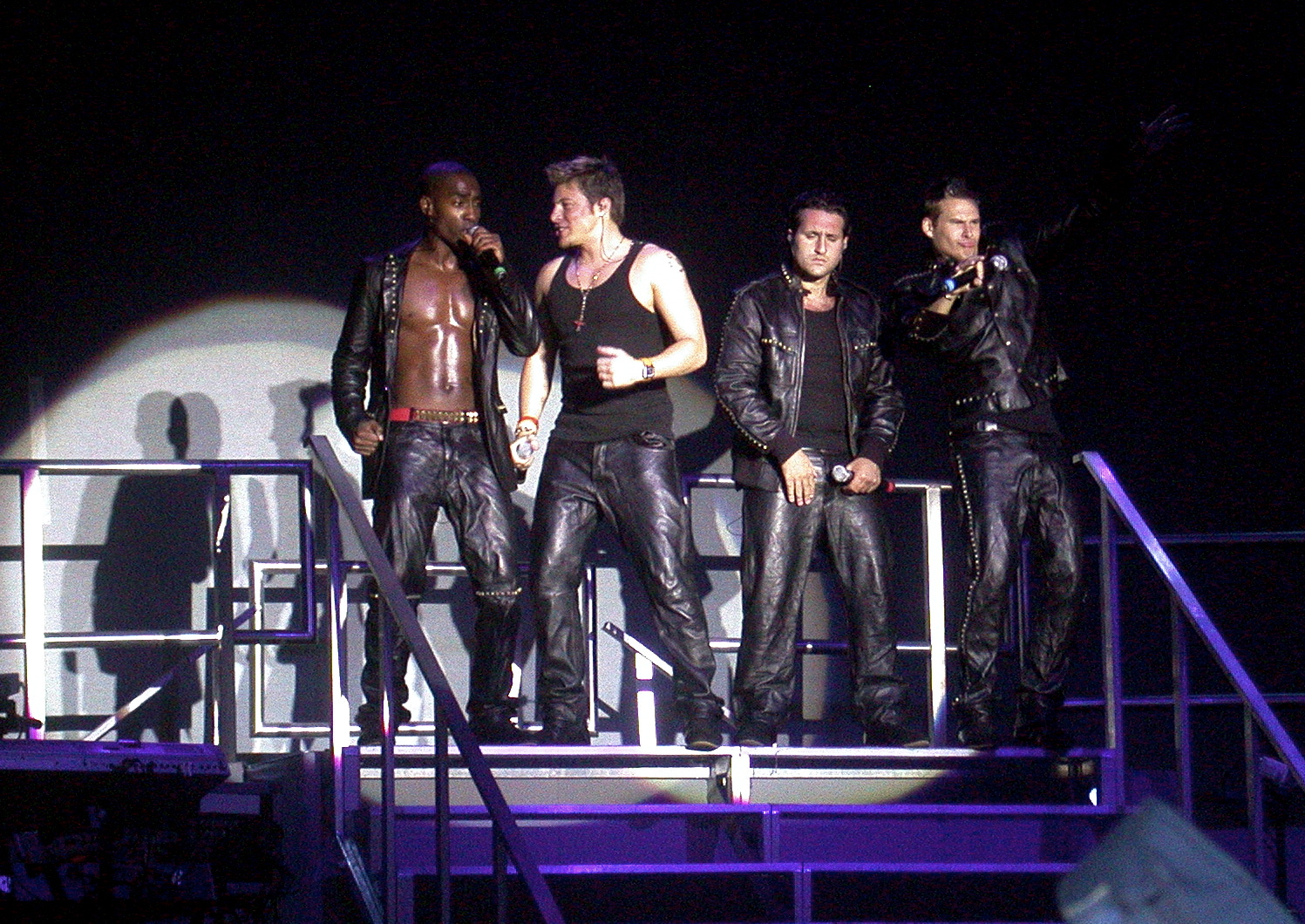
Blue, una de les boysband més exitoses dels 2000.

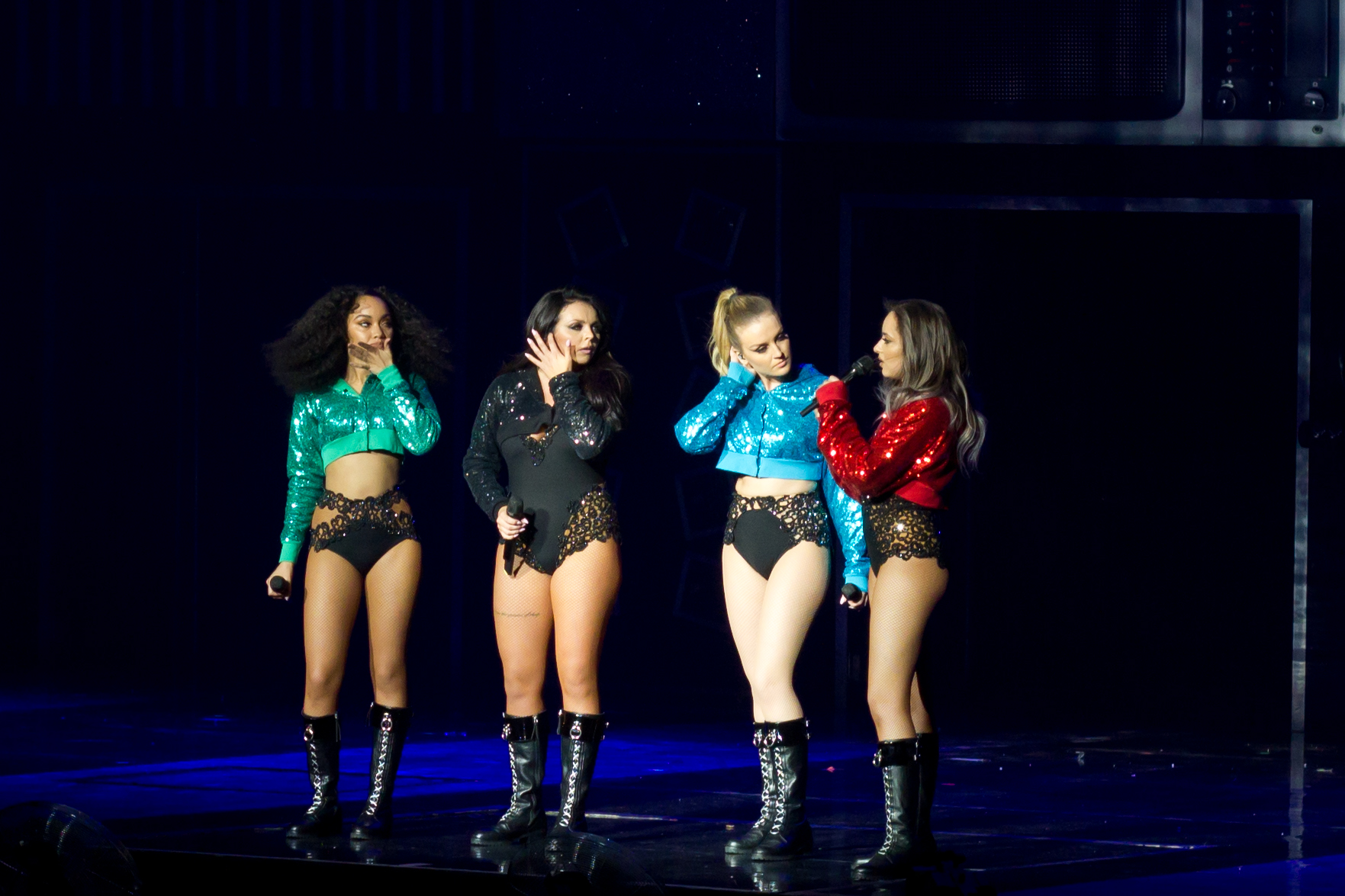
Les Little Mix, una de les girlsband més exitoses dels 2010.

Tot començant la segona meitat dels anys noranta, el món de la música és fosc, negre i depriment. El hip hop és masclista, insulta i no dona una imatge molt alegre de la societat. El grunge i les derivades del rock alternatiu feien més aviat por. El mateix Kurt Cobain s'havia suïcidat. La indústria de la música necessitava mostrar quelcom de menys trist i fosc a la població. Les ganes eren a la depressió, la melangia i tristesa profunda, crònica i destructora.
Les boysband varen donar un aire fresc i ganes de viure. Són un producte. És a dir, sorgeixen d'un càsting que les mateixes discogràfiques muntaven per tal de tenir un grup de nois amb què després poguessin fer-se milionàries venent pop ensucrat. Però, ultra aquesta realitat, les boysband varen regirar la tristor del hip hop que es matava a bales a les ciutats. Aportava color a la depressió del grunge. No calia fugir a cap discoteca a mitja nit per passar-hi la teràpia del dance.
El terme boy band és un derivat que en anglès vol dir "banda de nois". És una fórmula que no és nova quan apareix als noranta però la manera en com es presenta i l'èxit que va tenir, sí que va ser nou. Cal remuntar-se als anys seixanta. Els Beatles són la primera boy band de la història. Tenen diversos ingredients per titllar-se així. Hi ha una eufòria de fans rere seu, són un grup de nois i fan pop. A la dècada dels Beatles, la disogràfica Motown treu de l'armari de les idees un gènere gòspel menys religiós en què el cantant balla amb els cors. Doncs és d'aquesta posada en escena que surten les boysband. És a dir, s'agafa el fenomen fans dels Beatles, el seu pop rock i s'afegeix a les bandes de soul.
L'embrió dels Beatles va ser les Big bands de jazz. Eren grups de músics que tocaven en directe en forma de banda reunida. Direm que el temps acaba mutant una miqueta aquesta forma. De tenir Big bands de deu membres, es limita la cosa a cinc o sis, com els Beatles. Després se'ls fa ballar amb els cors. Tot seguit s'incorpora els cors dins la banda mateixa. Ja només ballen i canten, són els Jackson Five. Fet això calia treure el model de la música negra i traslladar-ho a la música blanca. Són les boysband.
Durant els setanta es posa la sociologia al servei del màrqueting. En surt la primera boysband moderna, els Village People. És sociologia perquè cadascun d'ells actua en un rol designat prèviament. Han estat seleccionats per càsting i no són un grup que sàpiga tocar música especialment. Canten i amb això les discogràfiques en tenen prou. S'escull un cantant negre, per atènyer la població negra, un de blanc, però vestit de policia, un altre vestit de mariner, etc. La qüestió és abraçar tot l'espectre de la població masculina adulta d'aleshores. Tothom havia de veure-s'hi representat.

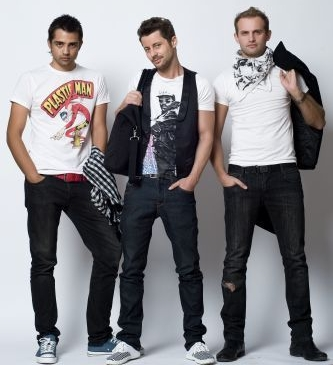
Akcent, boy band romanesa

L'etapa següent passa per clubs de striptease. Destinació Chippendales, Estats Units. No és una ciutat, és un club. Hi ballen homes despullats. Obre les portes l'any 1975. La veritat és que el negoci no va començar molt bé. No agradava. Els propietaris cerquen i troben. El món gai de les discoteques els dona la pista. Miren de traslladar l'estètica gai al seu club de ballarins per a dones heterosexuals. És un èxit. Les discogràfiques reprenen aquest model. Són els New Edition, no ben bé. És un grup negre de música que paradoxalment fa rap barrejat amb pop. En efecte, les boysband van molt lligades amb el hip hop i el rap.
Maurice Star coneix el model de fa temps. És propi de la música negra. Però vol que allò també funcioni entre els blancs perquè voldria trencar fronteres i vendre més. Es reprèn doncs el model de Village People. Un grup d'homes, normalment limitat als cinc, que canti i balli. Una coreografia ben calculada, una estètica ben gai per agradar el públic femení i, tot seguit, sociologia al servei del màrqueting. Hi tindrem el nano sensible, el líder de la banda, el dolentot, etc. Un perfil per cada fan. Són els New Kid on the Block. Un èxit. Però som als vuitanta i, aleshores, el pop sintètic és la norma.

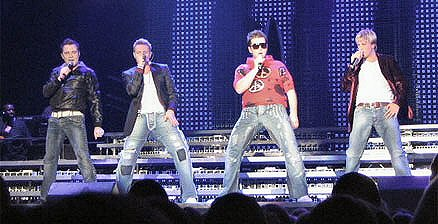
Westlife, boy band irlandesa

Als noranta hi ha un ambient procliu. La música rock i rap espanta, sobretot als pares. Cal quelcom que agradi els joves, vingui i no espanti a ningú. Nigel Martin-Smith llança els Take That. S'obre el càsting. Es volen cinc nois, blancs, guapos i que cantin bé. Han de saber ballar, tenir carisma i portar-se bé davant la càmera. Cos atlètic, estètica metrosexual. S'hi afegeix pop, s'emet a MTV i roden els bitllets. La fórmula va copsar l'atenció de tota la indústria musical i és així doncs que de sobte els noranta s'omplen de pop boysbandesc.
Les boysband es tornen en un fenomen de masses arreu del planeta:

| Europa: - 2Be3, França - G-Squad, França - Alliage, França - Poetic Lover, França - Excesso, Portugal - D'arrasar, Portugal - Anjos, Portugal - Sétimo Céu, Portugal - Angélicos, Portugal - Boyzone, Irlanda - Westlife, Irlanda - ONE, Xipre - A1, Noruega - Akcent, Romania | - Worlds Apart, Regne Unit - Alliage, Regne Unit - Bros, Regne Unit - Broher Beyond, Regne Unit - Five, Regne Unit - East 17, Regne Unit - MN8, Regne Unit - Take That, Regne Unit - Get Ready, Bèlgica - K3, Bèlgica - Good Shape, Bèlgica - 4 Fun, Holanda - BED, Holanda - Caught in the Act, Holanda | - East 17, Regne Unit - Blond, Suècia - Drama, Noruega - C21, Dinamarca - D-Ground, Holanda - Sat-R-Day, Holanda - The Boyz, Alemanya de l'est - Touché, Alemanya de l'est - 911, Regne Unit | Àsia i Oceania: - Arashi, Japó - CDB, Austràlia - Universal, Austràlia a partir dels 2010: - BTS, Corea del sud - 2000 Won, Corea del sud - Super Junior, Corea del sud - 2PM, Corea del sud - 24K, Corea del sud - AlphaBat, Corea del sud - Astro, Corea del sud | - BAP, Corea del sud - B1A4, Corea del sud - Big Bang, Corea del sud - CN Blue, Corea del sud - D-Date, Japó - DLG, Japó - Dish, Japó - Fuur Leaves, Japó - NEWS, Japó) - HECHO-M, la Xina - Fahrenheit, Taiwan - UNIQ, la Xina | Amèrica del nord: - 3Deep, Canadà - B4-4, Canadà - The Moffatts, Canadà - *NSYNC, EUA - Backstreet Boys, EUA - B3, EUA - B2K, EUA - Boyz II Men, EUA - 3T, EUA - 98 Degrees, EUA - Lyte Funkie Ones (LFO), EUA | Amèrica del sud: - Dominó, Brasil - CD9, Mèxic - Mercurio, Mèxic - MDO, Mèxic - Raggazi, Mèxic - UFF, Mèxic - Magneto, Mèxic - Menudo, Puerto Rico - Son by Four, Puerto Rico |

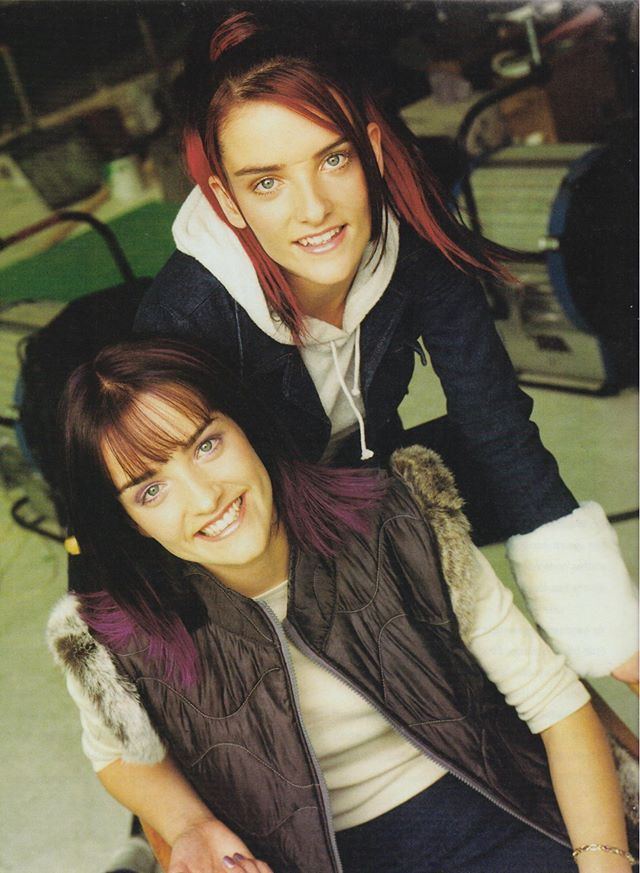
B*Witched, una girlband irlandesa que barrejava pop amb música celta.

Molts països varen voler tenir la seva boysband. Les anglosaxones van rebentar mot per mot les llistes de ventes de tot el món. El marxandatge va tornar a encendre els guanys de les discogràfiques. Es va tornar a viure el fenomen de la beatlmania. Els Backstreet Boys, els *NSYNC, els Westlife i els Boyzone varen ser les boysband més cotitzades. Les cancions dels Backstreet Boys encara segueixen sonant als països occidentals a les ràdios. El seu èxit va superar qualsevol banda de la història. Era un pop innovador. Deixava de banda el pop sintètic. Tenia una base, una percussió característica, que va tornar-se en una norma per al pop de l'època. Tot artista de pop que volgués fer èxit havia de passar per aquest tipus de pop. El seu videoclip de presentació, del seu primer single, renovava la imatge que s'havia donat amb Thriler de Michael Jackson. Un geni que els va valdre ser número u a Espanya, Portugal, Irlanda, Regne Unit, França, Suïssa, Bèlgica, Holanda, Canadà, Japó, Grècia, Suècia, Austràlia o Àustria. Pràcticament tots els països llatinoamericans varen adherir a un fenomen global que ha marcat durablement la història de la música.
Van vendre més de 100 milions de discos, la qual cosa vol dir que van rebre com a mínim quatre dobles discos de diamant i això els Beatles no ho varen aconseguir. Cap altre grup de música a la història ha arribat a atènyer aquestes xifres. Els Backstreet Boys no tenen res a envejar als Beatles vist en perspectiva. I, no obstant això, ben aviat varen trobar competència. Les Spice Girls neixen a mitjan dècada amb la voluntat de tornar-se un crit sufragista en mig d'aquest ambient dominat per homes. En efecte, es parla de boys bands, és a dir, de nois en banda perquè, efectivament, el món anava ple d'aquest format. Les noies no hi tenien dret i les Spice Girls varen ser el toc d'atenció, l'inici de la formació de girlsband. La seva gran originalitat era haver combinat pop amb rap, amb disco, amb jazz i amb música llatina. Eren originals musicalment i no es constituïen per una composició grupal formatada. Són la girlband que més ha venut a la història. Tot i no arribar a les xifres escandalosament elevades dels seus homòlegs homes, varen vendre gairebé 55 milions de còpies a tot el món. Pepsi els va patrocinar la gira i varen ser número u a tot Europa, Amèrica, Àsia i Oceania.

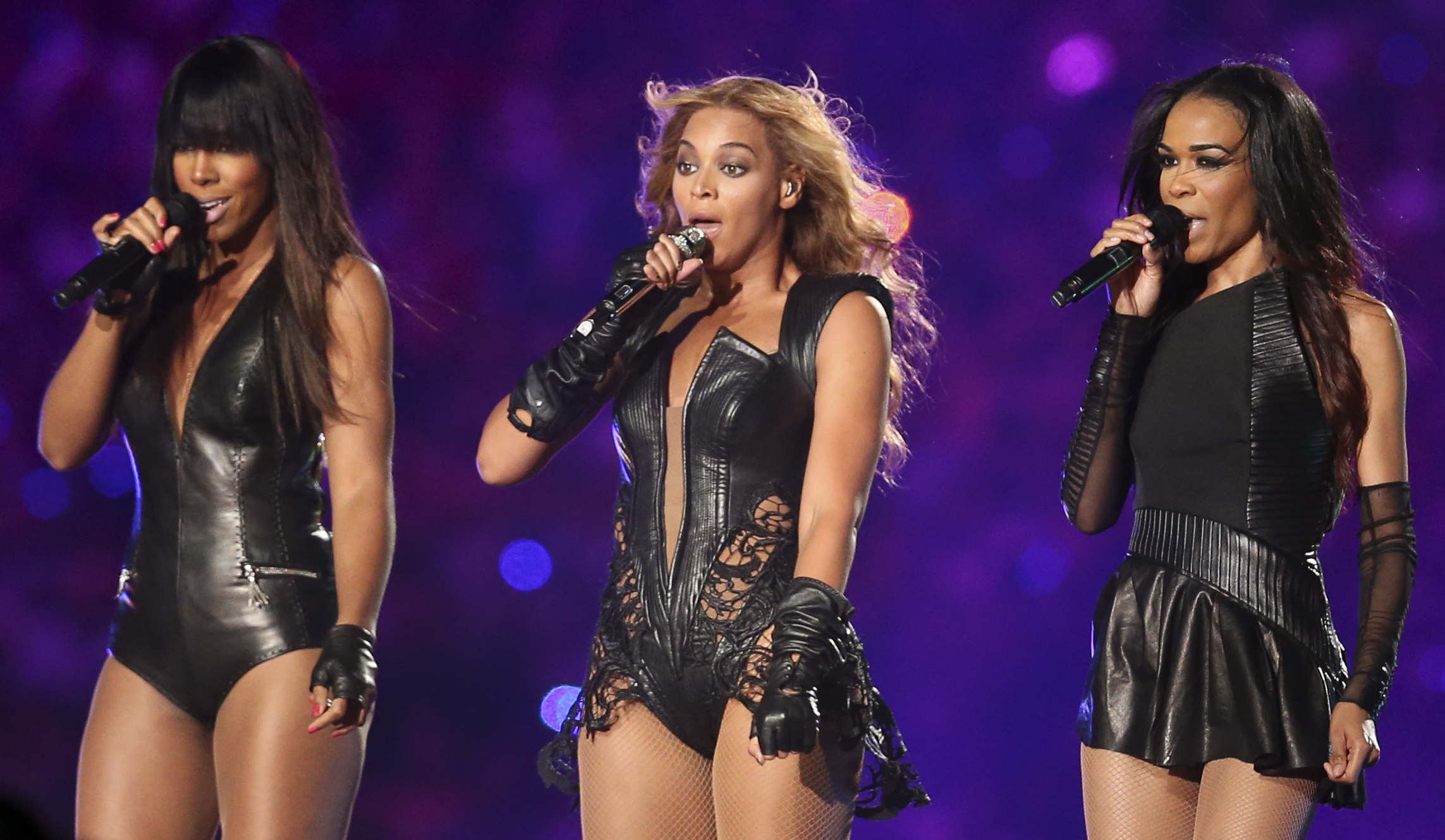
Destiny's Child a la Super Bowl.

Amb les Spice Girls el gènere "boysband" va obrir-se a noves perspectives. Començaren a sortir boysband i girlsband que barrejaven el pop amb el rap, el dance, amb el rock o amb música llatina. Als Estats Units s'acabarà proposant i tot el format de boysband per a "pop crisità" mentre que dels països escandinaus hi surt A*teens, una boysband mixta que apostava per reprendre els èxits d'Abba i actualitzar-los. En aquest aspecte la boysband Vengaboys es va tornar en un fenomen més de masses. Es tracta d'un grup mixt de nois i noies. Els seus hits eren cançó d'estiu i agradaven perquè era la primera boysband que produïa eurodance. De resultes de tot aquest èxit, moltes discogràfiques prefereixen mirar de tornar als inicis i es proposen bandes de pop-rock de tall Beatle, com ara els Hanson. El punk-pop va justament gaudir de bona popularitat gràcies a aquesta aposta.

| Girlsbands dels 90: - B*witched - TLC - Spice Girls | - 3LW - M2M - Allure - Atomic Kitten - All Saints | - Sugababes - 702 - Play - Destiny's Child - Dream | - En Vogue - Blaque - Girlfriend - Girl Thing |

| Grups mitxos dels 90: - All-4-One - A*teens - Steps - Vengaboys |

Però al món de les boysband no tot són flors i violes. Les Spice Girls i els Backstreet Boys se separaren. La pressió mediàtica va ser la causa principal de sinó tots, gairebé tots els grups. Abans de començar la seva gira, les Spice Girls, per exemple, estaven exhaurides. Les càmeres de televisió, els flaixos de la premsa escrita i els micròfons de les ràdios no paraven d'empaitar-les i això es va fer notar cada vegada més. Però, a banda d'aquest fet, moltes boysband varen ser víctimes d'estafa després de les separacions. Molts mànagers varen prendre'ls els diners que havien guanyat en girs de bancs i camuflatges de comptes. Molts membres de boysband varen denunciar abusos sexuals per part dels mànagers. És el cas dels *NSYNC. Les boysband varen ser un fenomen efímer. Un cop separades les bandes, que normalment no arribaven al segon àlbum, hi va començar a haver crítiques molt violentes a la premsa.
La població en general es va fer un fart de sentir música d'aquesta mena i va voler en un moment donat canviar. A més a més, els fraus i la forma en com s'havia dut el negoci, va portar molts periodistes a denunciar el sistema. D'aquí sortiran paròdies de tota manera. La més cèlebre a nivell internacional és l'episodi d'Els Simptons en què Bart, protagonista, munta una boysband. La Lista, la seva germana, se n'adona aviat que allò és propaganda subliminal per allistar joves a l'exèrcit. La crítica d'aquesta sèrie de televisió és la mateixa que es va fer aleshores. S'acusava les boysband de divulgar un model hetero-normatiu i alienador.
La realitat és que malgrat tot, el model s'ha reprès dècada a dècada. En aquell moment es va pensar que seria el final definitiu del gènere i que no tornaria mai més, però la història ha demostrat com segueix agradant. Tot i que d'ençà no s'ha tronat a batre els mateixos rècords, les girlsband i les boysband són una marca de fàbrica gairebé sempre exitosa. Els Backstreet Boys, després de separar-se, varen tornar per tal de portar als tribunals la seva discogràfica i el seu mànager per frau. Varen guanyar el cas i d'ençà que mai s'han tornat a separar. Encara que no han tornat ha tenir el mateix èxit que d'antuvi, els seus vuit àlbums d'estudi registre xifres molt elevades, de gran èxit. A la dècada dels 2000, per exemple, varen tornar a fer furor amb Incomplete.
Nick Carter va ser l'únic membre de la banda que va aconseguir cert èxit per separat i el seu germà més petit també es va tornar un fenomen de masses. Actualment molts artistes molt venerats a nivell musical varen començar en boysbands o girlsband. És el cas de Ricky Martin, Robbie Williams, Beyoncé, Justin Timberlake, Liam Payne, Camila Cabello, etc.

#### El girls power
El boom que va viure el pop gràcies a les boy band va estendre la marca de grup amb nois cantant. Les noies es tornen invisibles. El rock, el rap i ara el pop també, tot estava dominat per homes. Les Spice Girls van representar un aire fresc a tot plegat. Són el primer grup de dones que planta cara al forma de boy band. El seu lema girls power es va estendre i gràcies a elles, als anys 2000 les noies dominen el panorama musical. De fet, no és una fita únicament aconseguida per les Spice Girls. L'Alanise Morrissete va ser la primera que es va alçar contra el domini dels homes a la música country. Tanmateix, la manera com les Spice Girls van portar el lema, la forma com van visibilitzar-ho i canalitzar-ho, fa que siguin les responsables d'aportar la part feminina allà on faltava. Progressivament el pop i la resta de gènere proposen noies com a alternativa al pop ensucrat de boy bands i això arriba als anys 2000 amb un domini clar de les dones a gairebé tots els gèneres.
El repertori de les Spice Girls anava ple de tocs feministes. Al clip de Say'll you be there, s'emmanilla un home. A Mama I Love You, es fa un homenatge a totes les mares. A Wannabe el missatge és clar, abans les meves amigues que haver-se de passar l'estona ventant el mascle de la casa. Per primera vegada el món va descobrir que les groupies també es conjuguen en masculí. Tot de nois adolescents anaven dies abans als concerts per reservar-se els llocs. Muntaven pancartes de suport a la girlband. Es pintaven les cares amb els noms de cadascuna de les noies. Cridaven alt i fort que també n'estaven d'orgullosos del poder femení i, això, frapava.

#### L'efecte Cher
L'efecte Cher és una expressió que duu el nom d'un dels èxits més grans de la dècada a les pistes de ball. La Cher era una estrella del pop-dance a tot el món. A banda de brillar musicalment, es troba al darrere de l'anomenat efecte Cher. Es designa així la correcció digital que aplicava a la seva veu. Els seus èxits es varen saber destacar precisament per això. L'efecte Cher aplica així com una veu aritifical per sobre de l'original, donant un efecte d'eco, que explotat correctament, dona una melodia força enganxosa a la música pop.
Precisament, l'any 1998, Cher llança el seu èxit "Believe" i es projecta a les llistes més venudes. L'efecte a l'oïda va ser tan extraordinari en aquella època que de la dècada dels noranta fins avui s'ha explotat a molts gèneres, inclòs el rap. Llistem alguns dels artistes que n'han fet ús:
Cher, Britney Spears, Eiffel 65, Aqua, Lil Wayne, Vengaboys, Owl City, Chris Brown, Nicki Minaj, Will.I.Am, Paulina Rubio, Janet Jackson, Jojo, Daft Punk, New Kids on the Block, Bacstreetboys, etc.
El vocoder o efecte Cher ha estat criticat amb el pas dels anys. S'acusa els artistes de no tenir veu i arreglar-la a través de la informàtica.
Els noranta foren una època en què l'ordinador era omnipresent. Canvia en aquest sentit el paradigma de la música. D'ara endavant, qualsevol composició pot fer-se mitjançant un programa informàtic, sense passar per cap instrument físic i això va sonar com una revolució. Però no tothom ha acabat acceptant que es pugui fer música exclusivament mitjançant ordinador i molts artistes pop han estat criticat per haver abusat de l'efecte Cher.
Es podria dir que la informàtica ha tingut un impacte semblant al mur de so quan va ser inventat als seixanta per Phil Spector, responsable d'èxits tant flagrants com ara Els Beatles.
El mur de so és una tècnica de producció musical que consisteix a explotar les possibilitats que ofereix un estudi d'enregistrament. Es fa servir el mateix estudi com si fos un instrument amb cambres de ressò. S'hi afegeix diverses capes de so amb instruments i/o veus variades, formant d'aquesta manera la sensació d'homogeneïtat que transmet una orquestra simfònica, i, així s'aconsegueix que la composició soni bé a les ràdios, televisions i altres reproductors d'època.

#### Banda Sonora Original
Durant els noranta, les bandes sonores de les pel·lícules són sovint entre les millors vendes en música. La companyia de dibuixos animats Disney destaca àmpliament en el llistat d'èxits. Disney contractava artistes que se situaven al top de les vendes de cada país per a fer-los cantar en llengua local. Elton John esdevindrà la cara internacional d'El Rei Lleó.
A nivell de pel·lícules per a adult es pot destacar Pulp Fiction, Pretty Woman, Streengsings Streets of Philadelfia o la banda sonora de la pel·lícula Bar Coyot cap al final de la dècada. La banda sonora de Titànic va propulsar a l'èxit internacional la quebequesa Céline Dion.
D'altra banda, televisió també surt a les parades de venda de música gràcies a les seves sèries. És el cas de Friends. Mica en mica s'instal·len una mica per tot el món els programes de Top venda a la pantalla petita.
També es veuen reconversions entre música i cinema. Madona, per exemple, va mirar de rellançar la seva carrera musical mitjançant Hollywood. Les Spice Girls van llençar la seva pròpia pel·lícula. Algunes boysband franceses varen mirar de crear una sèrie de televisió pròpia i la mateixa Withney Houston va tornar-se en una estrella de la gran pantalla amb una pel·lícula en què s'hi retrata la seva vida i la relació amb un guardaespatlles seu. En aquest sentit, Hollywood explota el món del hip hop i del rap, amb què mira de treure noves estrelles d'aquests gènere a la palestra. Marilyn Manson s'esplaia fent pel·lícules.
A Europa s'hi veu per primera vegada l'estrena de programes de televisió de caça-talents, com és el cas de Lluvia de Estrellas a Espanya, format que va ser comprat per la televisió portuguesa i el va adaptar a Chuva de Estrelas. A França i als països francòfons, la versió francesa tenia el nom de Graines de Stars i va desvetllar artistes amb èxits espectaculars a tot el món com la cantant Alizée coneguda pel seu "Moi, Lolita". Disney, als Estats Units, fa el mateix amb els petits de la casa. El seu programa de caça-talents juvenil (Mickey Club) va preparar artistes com ara Britney Spears, Christina Aguilera, Justin Timberlake, etc. D'altra banda, Santana va tornar a la palestra, després de ser protagonista a la banda sonora d'una de les sèries de televisió més populars de la dècada, els Vigilants de la Platja.

### Música rock

#### Després del grunge i del britpop
Després que el grunge va perdre empenta amb la mort de Kurt Cobain, les principals discogràfiques van començar a signar i promocionar grups que emulaven el gènere. El terme post-grunge es va encunyar per descriure aquestes bandes, que imitaven les actituds i la música del grunge, particularment guitarres gruixudes i distorsionades, però amb un so més orientat comercialment cap a la ràdio.
El 1995, la nova banda de l'exbaterista de Nirvana, Dave Grohl, els Foo Fighters, va ajudar a popularitzar el gènere i a definir-ne els paràmetres, convertint-se en una de les bandes de rock amb més èxit comercial als Estats Units, ajudada considerablement per MTV. Alguns dels artistes post-grunge més exitosos dels anys 90 van ser Candlebox, Bush, Collective Soul, Creed, Matchbox Twenty, Our Lady Peace, Foo Fighters, Live i altres. El gènere tindria una altra onada d’artistes reeixits durant bona part de la primera meitat de la propera dècada, que inclou grups com Nickelback, Creed, Lifehouse, 3 Doors Down i molt més. Tot i que algunes d'aquestes bandes es van formar a finals dels anys noranta, moltes no veurien projecció comercial fins als primers anys de la dècada següent.
A partir del 1997, la Britpop, per la seva banda, va començar a dissoldre's. Les bandes emergents van començar a evitar ser titllades de "Britpop" tot i produir música derivada d'aquest moviment. Moltes d'aquestes bandes tendien a barrejar elements del rock tradicional britànic (o trad rock britànic), particularment provinent dels Beatles, dels Rolling Stones i els Small Faces, amb influències estatunidenques, com ara del grunge. Els grups post-Britpop com Coldplay, Travis, Stereophonics i Feeder van aconseguir un èxit internacional molt més ampli que la majoria dels grups de Britpop que els havien precedit, i van ser alguns dels artistes amb més èxit comercial de finals dels anys noranta.

#### Rock alternatiu

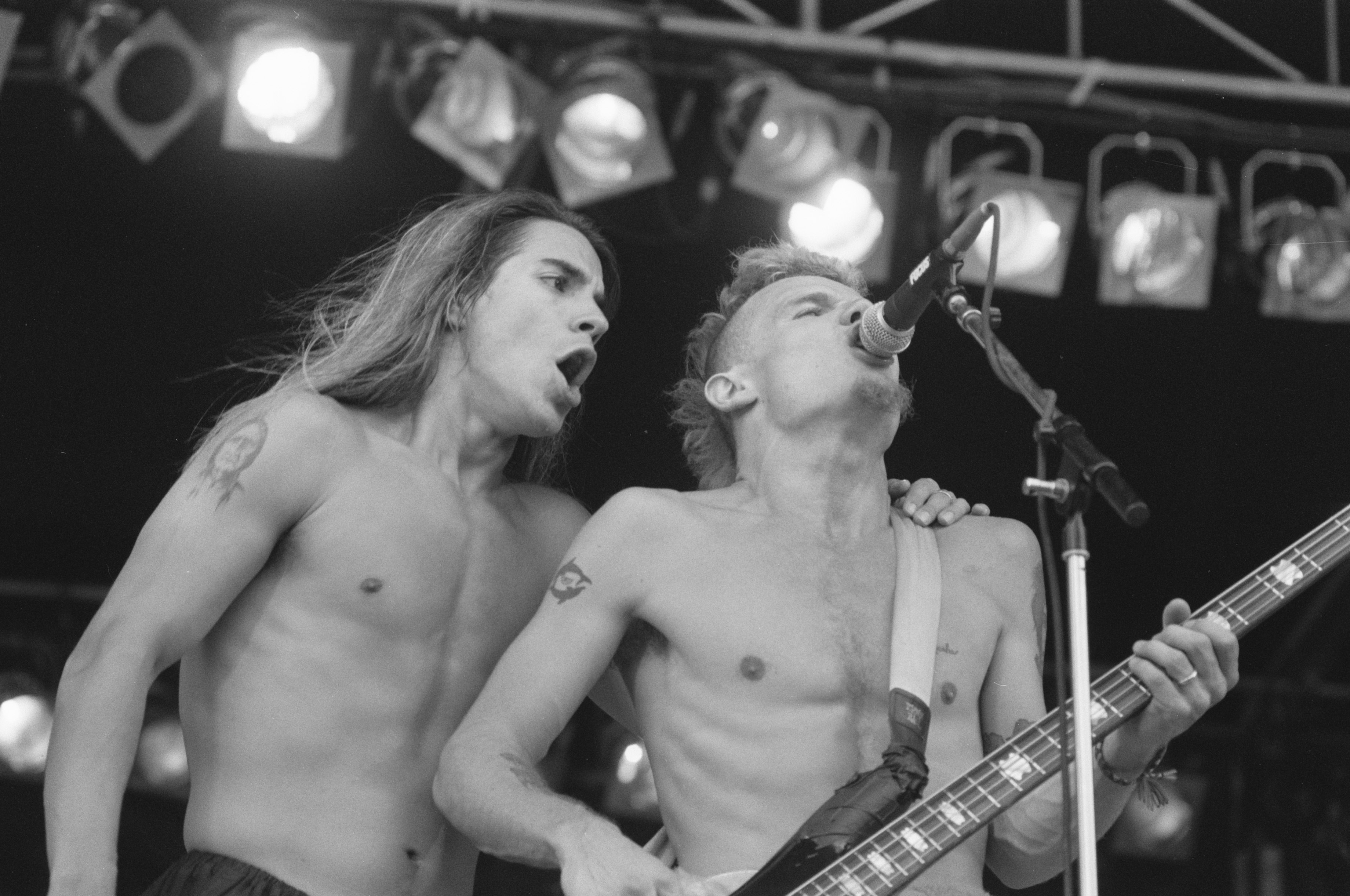
Red Hot Chili Peppers

Amb l'èxit de bandes com Nirvana i la popularitat dels moviments del grunge i britpop, el rock alternatiu va fer-se lloc al món de la música i moltes bandes alternatives van tenir èxit comercial durant els anys noranta. N'hi va haver de més lleugeres com els Red Hot Chili Peppers i de més violentes, com Marilyn Mason.
En Marilyn Mason és en realitat un personatge muntat. El seu èxit i sobretot l'escàndol que produïa les seves actuacions i els seus videoclips demanen un apartat especial per parlar-ne. El seu gènere era el metall, però la seva marca de fàbrica anava més enllà. Amb un estil gòtic s'atrevia amb tot. Vestit gairebé de diable, es posa dues orelles de Mickey i fa vessar sang. No content amb això, apareix en ple concert vestit de bisbe, amb ulls negres i cara pintada de blanc. Com si això no fos prou, intercanviava joguines sexuals amb els seus fans. No és tot. Recrea escenes de crims, crema bíblies als concerts, hi simula decapitacions, crema creus, etc. No hi ha límits i això mateix el va tornar un objecte de polèmica, debat, etc. La filosofia del periodista convertit en artista era criticar la societat però als seus concerts posava en perill la vida dels fans.
A principis de la dècada de 1990, la indústria de la música es va veure seduïda per les possibilitats comercials del rock alternatiu i els grans segells cortejaven activament grups com Alice in Chains, Pearl Jam, Jane's Addiction, Dinosaur Jr i Nirvana. En particular, l'èxit de R.E.M. s'havia convertit en un pla per a moltes bandes alternatives a finals dels anys vuitanta i noranta; el grup havia sobreviscut a molts dels seus contemporanis i als anys noranta s'havia convertit en una de les bandes més populars del món. Mazzy Star va ser èxit amb "Fade into You" (1993) i Smash Mouth va enregistrar èxits com "Walkin' on the Sun" (1997) i "All Star" (1999).
Els Red Hot Chili Peppers es van convertir en una banda important dins el rock alternatiu amb el seu àlbum Blood Sugar Sex Magik. Combinant el funk rock amb la música rock més convencional, els Red Hot Chili Peppers van ser capaços d’aconseguir fortuna, que va culminar amb la publicació del seu àlbum Californication de 1999.
És pot incloure entre les principals bandes de rock alternatiu estatunidenques de la dècada de 1990 a Hootie and The Blowfish, Collective Soul, Creed, Nirvana, Alice in Chains, Dinosaur Jr, The Mighty Mighty Bosstones, Green Day, Weezer, Live, The Wallflowers, Toad the Wet Sprocket, REM, The Offspring, Matchbox Twenty, Red Hot Chili Peppers, Soul Asylum, Liz Phair, The Lemonheads, Soundgarden, Counting Crows, Spin Doctors, dc Talk, Goo Goo Dolls, Third Eye Blind, Smash Mouth, The Smashing Pumpkins, 4 Non Blondes, Beck, The Breeders, Gin Blossoms, Foo Fighters, Sublime, Marcy Playground, No Doubt, Hole, Cake, Melon cec, Anguiles, Stone Temple Pilots, Escombraries i Pearl Jam.
Aquestes bandes es varen deixar influenciar per l'ska, el punk, el pop, el metal i molts altres gèneres musicals. En aquesta època, també va sorgir un nou estil de música alternativa, que combinava elements del rock alternatiu amb el heavy metal. Aquest nou gènere, batejat com a "metall alternatiu", es considera un precursor del moviment nu metal de finals dels anys noranta. Aquest estil porta la cara de bandes com Tool, Helmet i Jane's Addiction. Altres grups com Faith No More, Primus, Red Hot Chili Peppers i Rage Against the Machine també van barrejar elements de funk i hip hop, creant subgèneres d’aquest estil com el funk metal i el rap metal.

#### El punk es torna skate punk

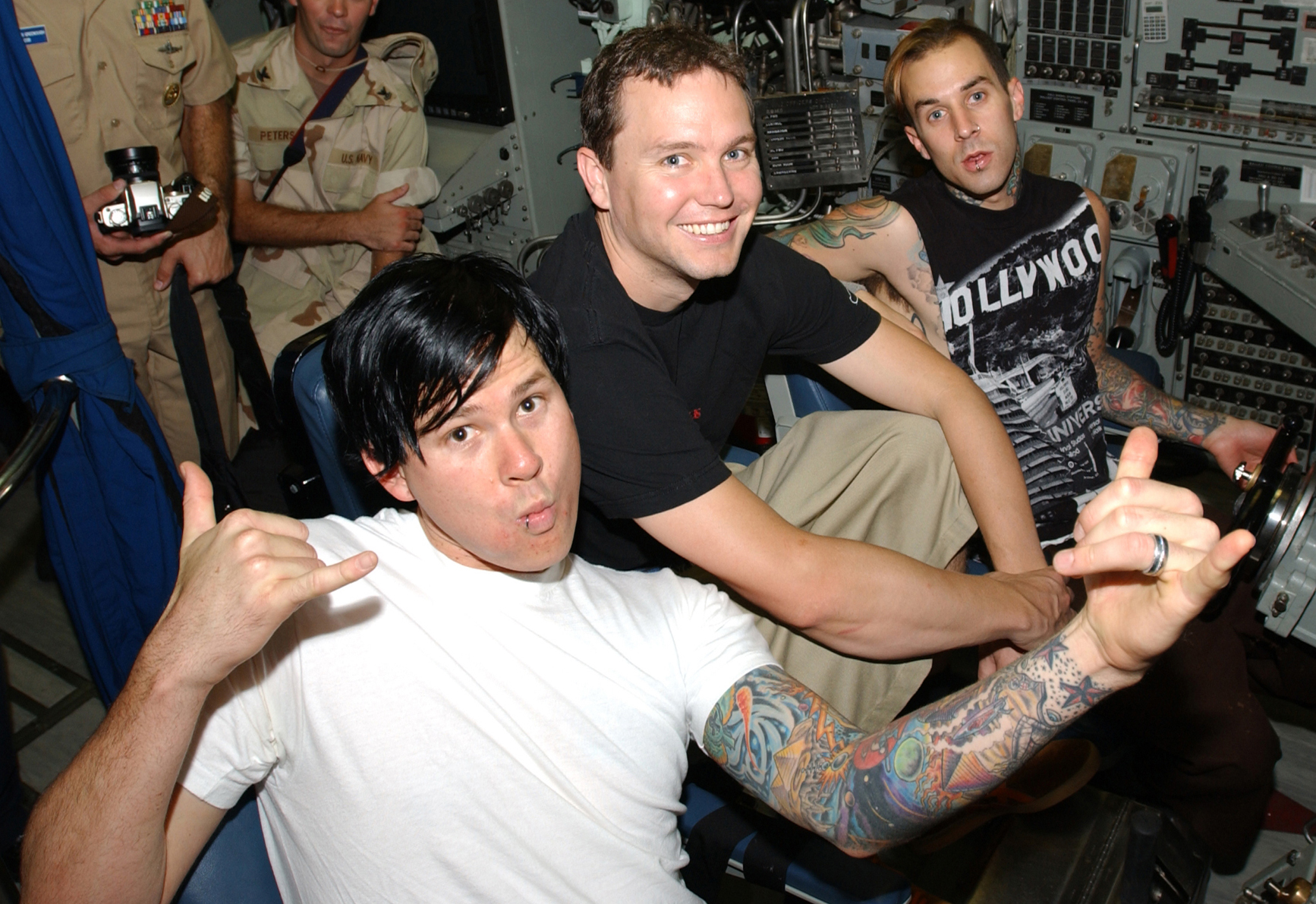
Blink182

El punk rock als Estats Units va experimentar un ressorgiment a principis de mitjans dels anys noranta. La música punk en aquella època no era viable comercialment i cap discogràfica important va voler produir-ne fins que varen aparèixer els Green Day l'any 1994 que tornen el punk en skate punk. Les discogràfiques independents Lookout! Records, Fat Wreck Chords i Epitaph Records van aconseguir èxit comercial amb aquest subgènere del punk.
L'skate punk barreja el punk hardcore, el crossover thrash i el thrashcore amb una estètica skater. És tracta d'una variant del punk més tècnica que fa servir sols i riffs amb harmonies vocals. Bona part dels grups stake punk se'ls assimila al pop punk. El pop punk barreja, com el nom indica, el pop i el punk, de forma que torna aquest gènere molt més audible per a una audiència més gran. Dit altrament, durant els noranta, el punk s'aburgesa i es torna més comercial, vulguem-ne dir-ne "skate punk" o "pop punk".
El subgènere es va tornar tendència a mitjan dècada de 1990, ajudant-se de la promoció que en feia la banda californiana Green Day. En el seu punt àlgid, els Blink-182 brillen a tot el món, amb un èxit comercial massiu. Es poden citar diverses bandes de skate punk com ara Wheatus, Len, Two Princes, Sum 41, The Offspring o Smash Mouth i a l'entrada del nou segle, Busted. L’àlbum Dookie dels Green Day (1994) va vendre 10 milions de còpies als Estats Units i unes altres 10 milions més a tot el món. Poc després del llançament de Dookie, The Offspring va llançar l'àlbum Smash que va vendre més de 14 milions de còpies a tot el món, establint-se així com un rècord de vendes vingut d'un segell discogràfic independent. Let's Go de Rancid i Punk in Drublic de NOFX van aconseguir l'or.
L'èxit comercial d'aquests àlbums va atreure l'atenció dels segells discogràfics més grans i varen començar a produir stake punk. S'hi podran destacar bandes com ara Bad Religion, a qui se'ls va oferir contractes lucratius a canvi de deixar les seves discogràfiques independents. El 1999, Blink-182 va tenir un gran èxit amb el llançament d’Enema of the State, que va vendre més de 15 milions de còpies a tot el món, assolint el platí als Estats Units, Canadà, Austràlia, Itàlia, Nova Zelanda i al Regne Unit.
L'estètica skater és represa posteriorment en el món del rap i el hip hop que abandonen de mica en mica els xandalls per mostrar pantalons "cagats" en què es pot apreciar la roba interior. Es tracta en realitat d'un estil que prové dels afroamericans engarjolats als Estats Units per haver traficat amb drogues. Cap a la dècada dels 2000, els texans, de tall "baggy", es tornen tendència fins i tot a la música pop.
Green Day és la banda, però, més important d'aquest gènere, mentre que Blink-182 ha sabut exercir més influència en grups posteriors com Fall Out Boy i All Time Low.

#### Renovar-se o morir
A la dècada on tot es va tornar popular els grans artistes de la dècada anterior com va ser el cas de George Michael, Kylie Minogue, Depeche Mode, Prince, David Bowie o Michael Jackson varen tendir a renovar-se per tal de no apagar-se. Madonna en aquest aspecte va transformar-se en una artista camaleònica que sabia aportar a cada nou àlbum un so tendència i a la vegada original. Va saber reinventar-se tot ajudant-se del cinema i de les estrelles dels vuitanta, va tornar a brillar i, fins i tot a consolidar el seu èxit, durant els noranta.
EL glam rock va passar per una tercera generació en mans de Firehouse, Warrant, Extreme, Slaughter i Skid Row. Varen experimentar el seu major èxit al començament de la dècada, però la popularitat d’aquestes bandes va disminuir després del 1992 aproximadament. Mötley Crüe i Poison, que van ser molt populars als anys vuitanta, van publicar àlbums amb força èxit l'any 1989 i 1990, respectivament, i van continuar recollint els beneficis d’aquest èxit a principis de la dècada.
The Black Crowes va començar la nova dècada amb un so més clàssic, rock and roll, tot i tenir un debut reeixit l'any 1990. Artistes de rock més consolidats com Guns'N'Roses, Van Halen, Def Leppard, Ozzy Osbourne i Tom Petty van llançar discos reeixits i va continuar sent molt populars durant la primera meitat de la dècada, mentre que Aerosmith, Bon Jovi i Metallica van mantenir la seva popularitat reinventant-se a cada nou disc de manera que van explorar diferents sons.
Aquesta tercera onada s'explica per l'arribada d'internet a tot el planeta. No som davant de l'era de les xarxes socials. Els webs són rústics i presenten tot un mal de cap. Però permeten acabar amb el monopoli que exercien les discogràfiques més grans. Per aquest motiu, molts artistes que varen tenir una carrera estel·lar, com ara David Bowie, i que es trobaven aleshores aigua avall, varen aprofitar la nova plataforma per fer-se promoció i és en aquesta actitud que grups com ara REM es tornen famosos als cercles universitaris de l'estat de Geòrgia als Estats Units.

### Música llatina

#### Era del pop llatí

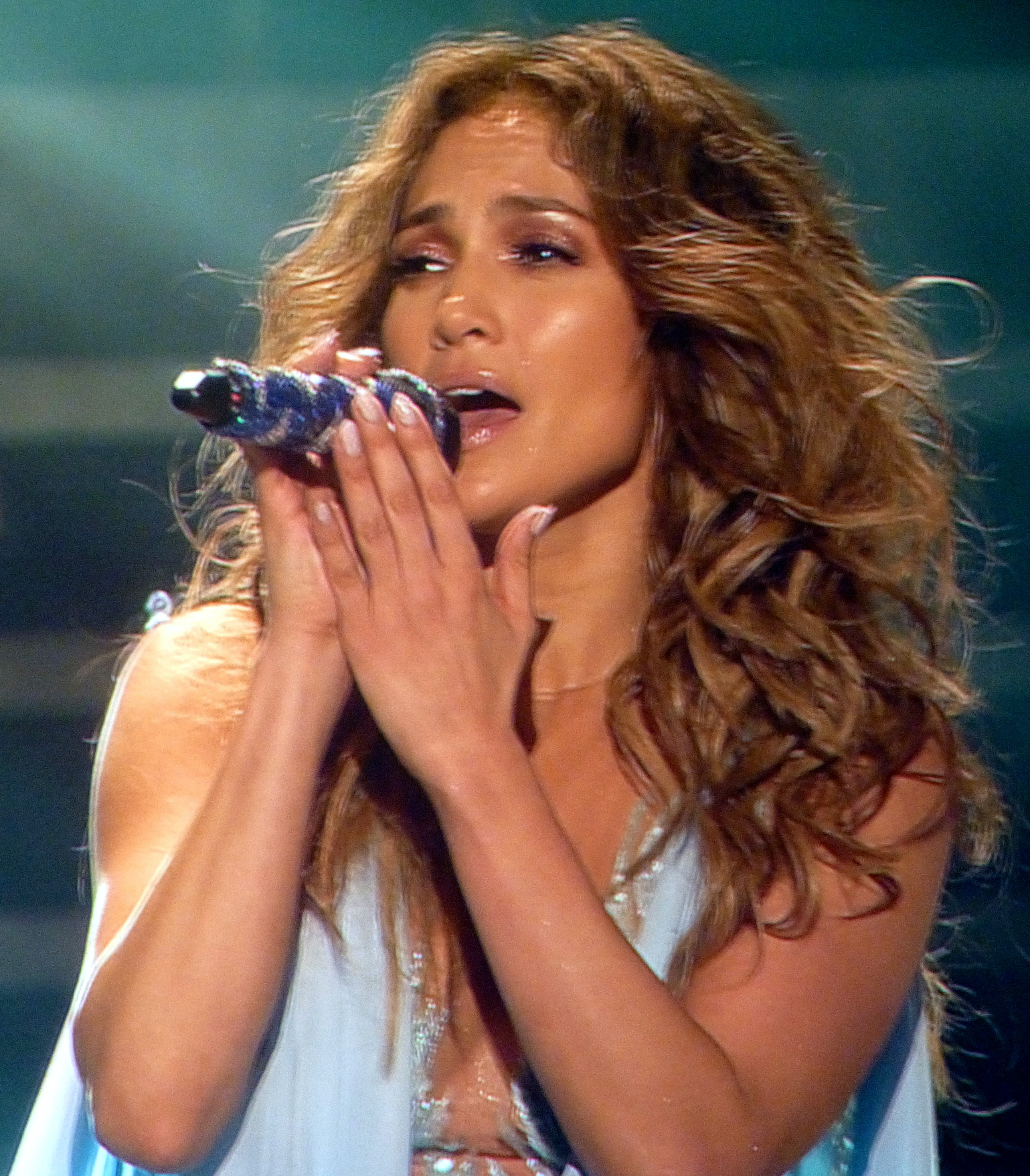
JLo actuant a la seva gira Dance Again World Tour, Paris (2012)

Allò que en el món anglosaxó es concebia com l'era del reciclatge i que al món francòfons s'ha traduït com la dècada dels anys pop, als Països Catalans i Andorra s'acaba anomenant de patxanga. La idea del patxanga prové d'un èxit mundial que es trobava aleshores en una banda. Manu Chao, de pares basc i gallec, deia quan parlava per boca de Mano Negra que no hi havia fronteres, nacionalitats o religions, hi havia música i prou. Música d'aquí, d'allà i de tot arreu, però música. El seu grup va tenir molt èxit a tot Amèrica Llatina.
El sudcontinent es troba aleshores en tres tendències generalitzades. D'una banda, països com ara l'Argentina, Xile, Paraguai, Uruguai o Bolívia continuen explorar amb música de collita pròpia. Entre Paraguai i Uruguai s'hi canta molt a còpia de rock mentre que l'Argentina prefereix donar lloc a altres gèneres. Per exemple, Ráfaga amb la cúmbia, Sergi Denis amb pop sintètic, la Mosca Tse-Tse amb fusió rock, La Portuaria amb rock suau, Los Piojos amb una barreja de rock'n'roll, punk, tango i música popular llatina, etc. D'altra banda, el regne hispànic hi exporta els seus millors èxits. La catalana Mònica Naranjo, els bascos La Oreja de Van Gogh, els catalans Estopa, les castellanes Ella baila sola, el català Jarabe de Palo, el castellà Luis Miguel o la banda Café Quijano proposen pop operístic, pop-rock, rumba catalana o balades a Xile, Mèxic o l'Argentina on tots aquests grups hi fan furor. Alhora Amèrica Llatina exporta els seus artistes al regne hispànic. És el cas de Rosana, Chayanne, Thalía, Shakira, Jennifer Lopez, Enriques Iglesias, etc.
L'argentí King Àfrica es torna un èxit global a tot el món amb Bomba. I és que tenim la tercera tendència, que és la conquesta de l'Imperi de l'hamburguesa. Un cop allà, els grups llatinoamericans circulen a la resta del món. És així com la cubana Gloria Estefan arrasa literalment a les llistes d'èxits europees, així com Jennifer Lopez, Enrique Iglesias, Marc Anthony o Ricky Martin. Aquest últim s'endú la Copa del Món de Futbol en tornar-se l'himne de la copa celebrada a França. En aquest àmbit, s'ha de remarcar com molts artistes anglosaxons, certament fascinats per l'èxit de la música llatina al món, miren de traduir els seus èxits al castellà o inclouen directament alguns paràgrafs a les seves cançons en llengua castellana. Però, a banda d'això, tot aprofitant l'èxit que Itàlia tenia a la Península Ibèrica, cantants italians de pop com ara Laura Pausina, Nek o grups de dance com ara paradisio (Bailando) miren de penetrar igualment a les llistes llatinoamericanes.
Mentre Castella i la resta de nacions dins d'Espanya ballen els estius a ritme de Georgi Dan, els de la Moguda Madrilenya com Mecano o Nacho Cano miren de reconvertir-se amb altres gèneres a Amèrica Llatina. Alejandro Sanz és aleshores un dels artistes baladescs de pop més ben valorats als dos continents. L'argentí, finalment, Andrés Calamaro apassiona les llars castellanes, catalanes o basques, així com Los Fabulosos Cadillacs, Maná, Gloria Trevi o Carlos Vives. El basc Mikel Erentxun fa entrades espectacular a Amèrica Llatina. Però, ja dins el so propi llatinoamericà i no exportat, trobaríem a Vilma Palma e Vampiros, Soda Stereo, Aterciopleados, etc.
Això pel que fa la música cantada en castellà. El Brasil no exporta fora de les fronteres lusòfones. Però, així i tot, les propostes musicals hi són variades. Caldrà notar-hi el pop d'Iran Costa, el rock dels Anna Júlia, les ranxeres pop de Pelados Em Santos, l'ambient baladesc de Titãs, Zezé Di Camargo & Luciano, l'estil country-pop de Chitãozinho e Xororó, el pop-rock sintètic d'Engenheiros do Hawaii, la vessant acústica de Legião Urbana, la festa més brasilera de Yvete Sangalo, el samba de Daniela Mercury, Raça Negra, el pimba brasiler de João Paulo e Daniel i el fenomen futbolístic de Skank amb "É Uma Partida de Futebol".

## Amèrica

### Amèrica del nord

#### Neo-soul

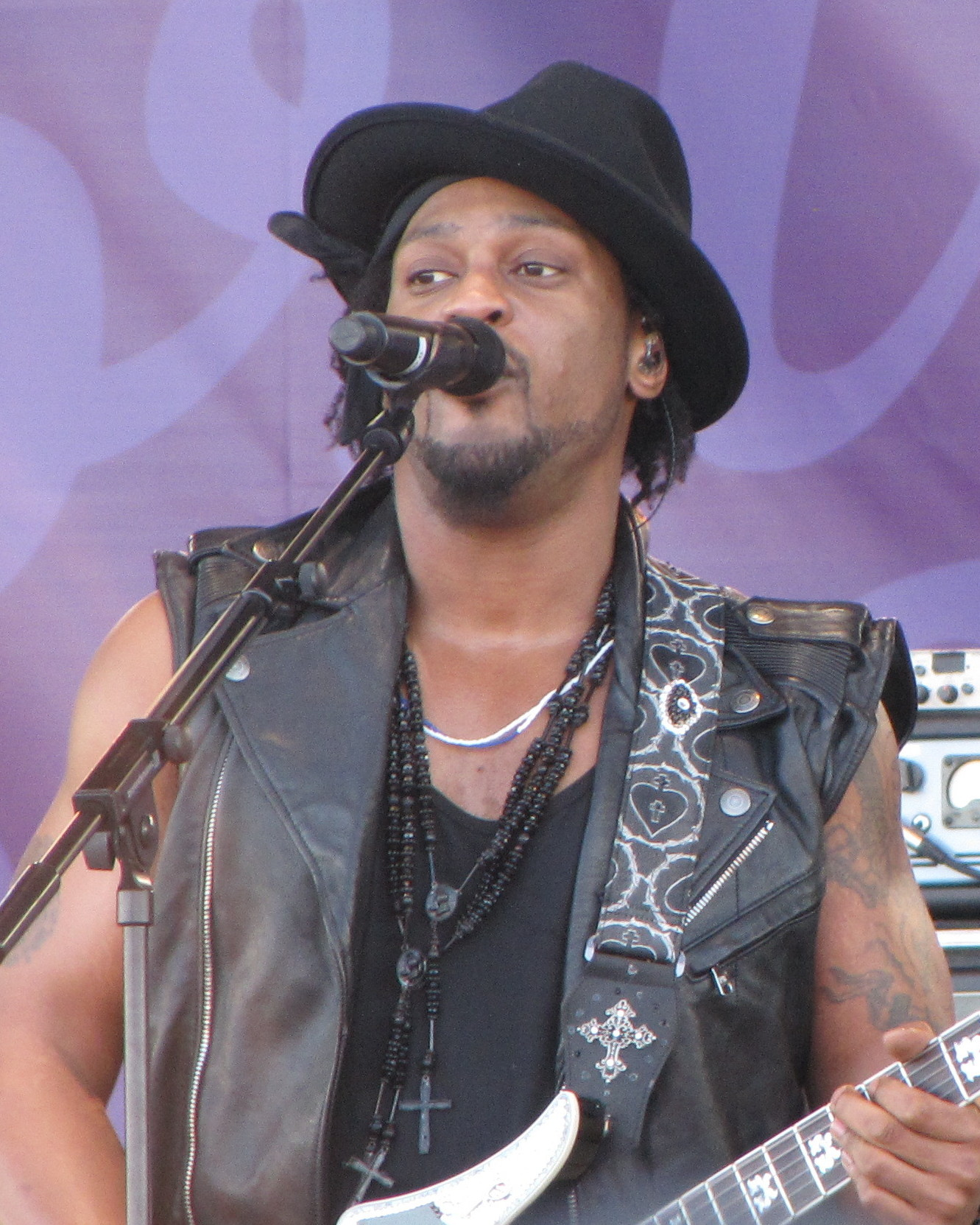
D'Angelo és considerat clau i pioner del neo-soul.

A mitjan dècada de 1990, va sorgir el neo-soul, que afegia influències soul dels anys 70 al hip hop dels noranta. El gènere troba liderat, D'Angelo, Erykah Badu, Lauryn Hill i Maxwell. Es pot considerar aquest nou gènere una derivada de la música rap. Una continuació més musicada que desdibuixava una mica la línia divisòria entre el soul i el rap.
Lauryn Hill i Missy Elliott, precisament, van contribuir a diluir la línia amb aquest nou so. L'àlbum Brown Sugar d'en D'Angelo es va publicar el juny de 1995. Tot i que les vendes van ser lentes al principi, l'àlbum va ser finalment un èxit, degut en gran part a "Lady", que va arribar aviat al número 10 dels Billboard. L'àlbum va obtenir la certificació de platí de la Recording Industry Association of America, mentre que les seves vendes totals s'han estimat entre el 1,5 milió i més de dos milions de còpies. Tot i que l'àlbum va obtenir la certificació de platí als Estats Units, diverses publicacions posteriors informen que les seves vendes caldria estimar-les entre l'1,5 i els 2 milions d'unitats. L'àlbum va ajudar a donar visibilitat comercial al neo-soul. L'àlbum també va ser un èxit de crítica als cercles més especialitzats.
Hill's The Miseducation of Lauryn Hill (1998) continua sent el seu únic àlbum d'estudi; va rebre l'aclamació de la crítica, alguns suggeriren que era el millor àlbum de neo-soul de tots els temps. Va debutar al número u del Billboard 200 i va vendre 19 milions de còpies a tot el món, generant els senzills "Doo Wop (That Thing)", "Ex-Factor" i "Everything Is Everything". En els 41 premis Grammy, l'àlbum li va valer cinc premis Grammy, inclòs l'àlbum de l'any.

#### El retorn del swing
Durant la dècada de 1990, simultàniament amb l'ska de la tercera generació, el jazz va ressorgir en forma de swing, portant-lo a les llistes populars. A nivell internacional hi haurà barreges prolífiques entre jazz, funk, rap, electrònic, entre més. Hi trobarem artistes tant bons com ara Jamiroquai o Lou Bega.
Arriba al seu zenit comercial al voltant de l'època de la pel·lícula Swingers, la banda sonora de la qual presentava nombroses bandes de swing dels anys 90, el moviment va ser exemplificat per grups com Big Bad Voodoo Daddy, Cherry Poppin 'Daddies, Squirrel Nut Zippers i l'orquestra Brian Setzer.
La cançó més destacada del gènere hauria estat "Jump, Jive an 'Wail" de l'orquestra Brian Setzer, que va assolir el lloc número 23 al Billboard Hot 100 als Estats Units el 1998 i va guanyar el premi Grammy a la millor interpretació pop provinent d'un duo o grup amb veu l'any 1999.

#### El country torna a les masses (també a fora)

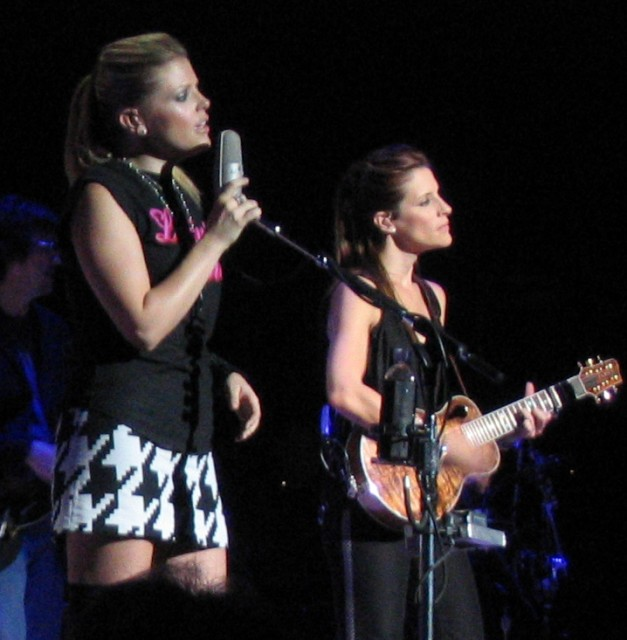
Dixie Chicks

La popularitat de la música country va esclatar a principis dels anys noranta. Cap a l'any 1989 amb els debuts de diversos intèrprets, com ara Garth Brooks, van trencar rècords de vendes d’àlbums i assistència a concerts durant tota la dècada. La televisió estatunidenca s'interessa de cop i volta pel fenomen i amb la publicitat que n'acaben fent, el country torna a estar de mona i alguns artistes tenen la sort d'exportar-se al món.
Brooks va gravar principalment en un estil honky-tonk, tot i que sovint combinava elements de rock suau i rock d'arena a les seves cançons. Les seves cançons de vegades exploraven temes socials, com ara la violència domèstica (a "The Thunder Rolls") i l'harmonia racial ("We Will Be Free)", mentre que altres, com "Friends in Low Places", eren només cançons de bona època amb temes tradicionals del país, trenca cors, solitud i tractament d’aquestes emocions.
Altres intèrprets que van veure créixer la seva popularitat a principis dels anys noranta van ser els neotradicionalistes Clint Black i Alan Jackson i el rock del sud va influir en Travis Tritt. Mary Chapin Carpenter tenia un estil folk propi, mentre que Lorrie Morgan (aquesta última filla del desaparegut George Morgan, ell mateix una llegenda del país) barrejava elements de country i pop, i ocasionalment sons operístics en cançons com "Something in Red". Trisha Yearwood va ser una de les noves cantants més destacades del 1991, mentre que Diamond Rio barrejava estils tradicionals i bluegrass, i, Brooks & Dunn proporcionaven un so de ton honky.
Durant la primera meitat de la dècada, diversos enregistraments van gaudir de la popularitat del ball de línies, fet que inclou a "Boot-Scootin 'Boogie" de Brooks & Dunn i "Achy Breaky Heart" de Billy Ray Cyrus. Els texans varen tornar a portar-se i les fàbriques varen exhaurir-los aviat. Un flux constant de nous artistes va començar la seva carrera professional a mitjan i finals dels anys noranta. Moltes d’aquestes carreres van ser de curta durada, però diverses van dur a terme carreres rendibles i de llarga vida. Els artistes més reeixits van ser Yearwood, Shania Twain, LeAnn Rimes, Lee Ann Womack, Martina McBride, Kenny Chesney, Collin Raye, Faith Hill i Tim McGraw, mentre que Lonestar i Dixie Chicks van ser els nous fenòmens. L'àlbum Come on Over de Shanaia Twain es va convertir en l'àlbum més venut publicat per una dona en el gènere i fora d'aquest a Europa. Yearwood es va convertir en la primera dona en més de 25 anys que va debutar com a líder a la llista Billboard Country Singles l'any 1991 amb el seu senzill "She's in Love with the Boy".
Entre els artistes veterants que varen saber renovar-se cal notar a Reba McEntire, la més reeixida de les artistes femenines, ja que va vendre més de 30 milions d’àlbums durant la dècada, aconseguint vuit senzills d’èxit número u a la llista Hot Country Singles & Tracks dels EUA i sis número u àlbums a nivell internacional, inclòs el seu àlbum més venut, Greatest Hits Vol. 2, que es va llançar al setembre de 1993 i ha venut fins a la data més de 10 milions d’exemplars internacionals.
George Strait, un neotradicionalista l’èxit nacional del qual va començar a principis dels anys vuitanta, va tenir èxit tant com a artista de ràdio (17 cançons núm. 1) com com a estrella de cinema (Pure Country de 1992). Alabama, la banda country més reeixida dels anys vuitanta, va continuar la seva popularitat amb concerts i àlbums, alhora que va encapçalar la llista de diversos països cinc vegades. Entre els artistes més grans que van tenir grans èxits, Conway Twitty va ser un dels que va tenir més èxit, aconseguint dos èxits del Top 3 amb "Crazy in Love" i "I Couldn't See You Leaving", mentre que Eddie Rabbitt va tenir un èxit número 1 amb "On Segon pensament ". Dolly Parton va tenir un èxit número 1 a "Rockin 'Years" el 1991.
Tot i que els seus senzills de la dècada dels noranta no van arribar mai als 20 primers (excepte un single en duet amb Randy Travis), George Jones (que existia des dels anys cinquanta) va enregistrar i publicar regularment material aclamat per la crítica, cosa que inclou el semi-autobiogràfic "Choices". Els Oak Ridge Boys van continuar la seva carrera d'èxit amb un número 1 ("No Matter How High") i diversos altres 40 millors èxits; el 1995, després de la sortida del substitut de William Lee Golden, Steve Sanders, Golden es va reunir amb els membres de la banda Duane Allen, Joe Bonsall i Richard Sterban, i el grup es va mantenir intacte. Mentre els contemporanis dels Oak Ridge Boys, The Statler Brothers, ja no arribaven als 40 primers, el grup veterà va continuar sent molt popular entre els fans i els seus nous àlbums van continuar venent-se bé. Altres artistes que van assolir el top 10 de la llista Hot Country Singles & Tracks van ser Waylon Jennings, Anne Murray i Kenny Rogers.
La música country influenciada pel pop va començar a créixer en popularitat, sobretot després que Twain i Hill es fessin cèlebres a la segona meitat dels anys noranta. El 1998, "This Kiss" de Hill i "You're Still the One" de Twain assoliren els 10 primers llocs del Billboard Hot 100, a més d'arribar al número 1 de la llista Hot Country Singles & Tracks. Rimes va tenir èxit de vendes de diversos milions amb "How Do I Live" mentre que Lonestar també va tocar el cim amb "Amazed".
Tot i que l’ocurrència de country passant a les llistes de pop es remunta fins a les llistes Billboard del 1940, alguns crítics van començar a preocupar-se per una tendència que percebien com a música popular comercialitzada; sostenien que la ràdio es concentrava més en la música més nova, ignorant els estils més tradicionals d'artistes més antics, com ara Merle Haggard, George Jones i altres que continuaven gravant i publicant nou material. Johnny Cash i el productor Rick Rubin van comprar una vegada un anunci a tota la pàgina a la revista Billboard - després que l'àlbum de Cash Unchained guanyés un Grammy al millor àlbum de país, tot i la manca de suport de la ràdio - que mostrava a un jove Cash mostrant el dit mig i sarcàsticament "agraint" la ràdio per donar suport a l'àlbum.
Però, tot i aquestes crítiques, habituals dins el country, hi va haver artistes que miraren de trencar amb el tradicionalisme. En general, van defugir dels alts valors de producció i de les perspectives pop de la indústria dominada per Nashville, per produir música amb un so de lo-fi, freqüentment amb una forta estètica punk i rock & roll, doblegant les regles tradicionals de la música country. Les lletres eren sovint desoladores, gòtiques o conscients socialment. Altres exemples inclouen Old 97's, Steve Earle, Uncle Tupelo, Son Volt, Ryan Adams, My Morning Jacket, Blitzen Trapper i Drive-By Truckers.

#### Música electrònica
Amb el creixement explosiu dels ordinadors, la tecnologia musical i la consegüent reducció del cost dels equips a principis dels anys noranta, es va fer possible que un nombre més ampli de músics produïssin música electrònica. Els Estats Units varen començar produint-ne fins que varen deixar-se endur per Europa. Tot i que inicialment la major part de la música electrònica era música de ball, el gènere es va desenvolupar a la dècada de 1990 quan els músics van començar a produir música que no estava necessàriament dissenyada per a la pista de ball, sinó més aviat per escoltar-la a casa (més endavant es coneixerà com "electrònica") i música lenta de ritme que es reproduïa a les sales chillout: les seccions de relaxació dels clubs (més endavant anomenades "downtempo", "música chill-out" i "música ambiental").
Com que realment no sabem quina va ser la primera pista generada per ordinador de música electrònica, als Estats Units podem trobar a la introducció de "Dark Side of the Moon" de Pink Floyd llançada el 1973, una pista de música completada només amb ordinadors i màquines. Al mateix temps, a Alemanya, Kraftwerk és reconeguda com la primera banda que crea música només amb màquines i ordinadors. Kraftwerk van ser els pioners del que és la música electrònica actualment.
Després, el món de la música electrònica va esclatar, amb a primera línia, Chicago per al house i Detroit al tecno.
A finals dels anys 90, Madonna va tenir èxit amb el seu àlbum Ray of Light, que va experimentar amb sons electrònics. Moby va assolir l'èxit internacional en l'escena de l'electrònica ambiental després de publicar el seu àlbum Play, aclamat per la crítica, el 1999, i que va produir vuit singles d'èxit impressionants (incloses les seves cançons més populars "Porcelain", "Natural Blues" i "Why My Heart Feel So Bad?").
La música electrònica de ball va tenir un gran èxit durant tota la dècada a Europa, particularment al Regne Unit, Alemanya i Itàlia. Els raves a l'aire lliure eren populars al començament de la dècada al Regne Unit, abans que el govern introduís la llei de justícia criminal i ordre públic de 1994, cosa que va provocar un nombre més elevat de superclubs. Entre els més reeixits hi va haver Ministry of Sound and Cream. Abans de la prohibició, els gèneres populars en aquests raves incloïen el hardcore i el tecno breakbeat, tot i que a mitjans de la dècada de 1990 aquests gèneres es van dividir en escenes separades, com ara el hardcore happy, el jungle i el tambor i el baix, els darrers dels quals van rebre el reconeixement principal a través d’artistes com ara Mida Goldie i Roni.
Altres gèneres britànics notables que van sorgir durant la dècada inclouen el house progressiu, big beat, vocal house, trip hop i garage del Regne Unit (o speed garage). Aquest últim gènere es va desenvolupar a Londres a finals dels anys noranta i va continuar tenint èxit fins a principis dels anys 2000. DJ Culture també va guanyar força durant els anys noranta. DJs com Sasha, John Digweed, Paul Oakenfold, Ferry Corsten i Pete Tong es van convertir en grans noms del negoci, cosa que va ser desitjada per revistes com Mixmag i Muzik.
Itàlia va acabar la dècada de 1980 amb l'italo house, abans de convertir-se en un dels molts països que va llançar l'eurodance i Hi-NRG. Tots dos gèneres van tenir èxit comercial a tot el món, amb artistes com 2 Unlimited, La Bouche i Captain Hollywood que van promocionar el gènere. No obstant això, països com Alemanya i Bèlgica van desenvolupar estils de música més durs i foscos, és a dir, el gabri, el trànsit dur i el techno. El trance va sorgir a principis dels anys noranta i al final de la dècada havia penetrat a la major part d’Europa, amb artistes com ATB, Ferry Corsten, WestBam i Paul Van Dyk que van obtenir un enorme èxit comercial i underground. El trance europeu va romandre popular fins a principis dels anys 2000. Goa es va fer famós per les seves festes de trànsit goa i Eivissa es va convertir en la destinació de vacances número 1 dels clubs.

### Amèrica del sud

#### Pop

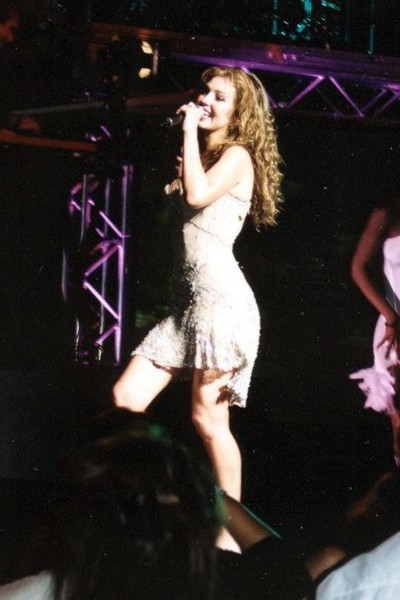
Thalía mentre era membre del grup Timbiriche.

Puerto Rico es va convertir en un reducte del merengue a principis dels anys noranta, amb actuacions com Elvis Crespo, Olga Tañon i Grupo Mania encapçalant les llistes d’èxits a tota Amèrica Llatina.
L'estil boysband versionat en pop llatí assaltaren les llistes de vendes a Mèxic i a Amèrica Central. La banda mexicana Magneto va generar èxits a principis dels anys noranta, però es va separar el 1996. El 1995, Mercurio va continuar produint èxits destacats com Bye Bye Baby i Explota Corazón. MDO, una banda de nens de Puerto Rico també va atresorar les llistes d'èxits amb cançons com No Puedo Olvidarme de Ti. Els grups de pop mexicans Onda Vaselina i Kabah van abastar diversos èxits a les llistes llatinoamericanes i van fer història a les llistes mexicanes. Jeans, grup mexicà de noies pop, va guanyar fama a finals del 1996 i el 1997 i va continuar fins als anys 2000.
El cantant Luis Miguel, de 21 anys, va redescobrir el bolero cap al 1991, fent ressò dels trios dels anys quaranta amb el seu àlbum Romance, convertint-lo en l'estrella llatina internacional més gran fins a finals dels anys noranta.
Des de principis fins a mitjans de la dècada de 1990, èxits com Selena Quintanilla-Pérez, Thalía, Lynda Thomas, Chayanne, Paulina Rubio i, sens dubte, el més reeixit i influent, Gloria Trevi, es van convertir en els primers ídols musicals dels anys noranta a Amèrica Llatina; i grups de pop, inclosos No Mercy, Shakira, Fey i Enrique Iglesias, també van aconseguir èxit internacional.
La cantant de rock colombiana Shakira, l'actriu portoriquenya Jennifer Lopez i el cantant castellà Enrique Iglesias van començar a pujar al cim de les llistes de pop a finals de la dècada, després de l'assassinat de Selena.
Ricky Martin va eclipsar a Luis Miguel com l'estrella llatina més important quan va interpretar "La Copa de la Vida" durant els premis Grammy del 1999, guanyant-hi el premi a la millor interpretació de pop llatí. Menys de mig any després va publicar el seu àlbum debut en anglès, que va comptar amb l’èxit internacional, "Livin 'La Vida Loca".

#### Rock
Durant la dècada, sobretot a països com ara Paraguai o Uruguai, hi va haver un nou interès pel rock en castellà, liderat per grups com Soda Stereo, Héroes del Silencio, Los Fabulosos Cadillacs, Maná, La Ley, Café Tacuba o Los Tres, que van guanyar nombrosos seguidors internacionals durant aquest període. Altres els seguirien els seus passos.
Amb l'augment del rock en español va sorgir el "rock alternatiu", un equivalent hispànic al rock alternatiu dirigit per grups com Los Piojos, Babasónicos i Attaque 77. El gènere "rolinga" o "stone rock" també va sorgir del "rock alternatiu", popularitzat i dirigit al llarg de tota la dècada per Viejas Locas. El gènere stone-rock continuaria sent popular als anys 2000 amb el vocalista de Viejas Locas, a més d'Intoxicados de Pity Álvarez.

#### Salsa
Durant la dècada de 1990, la salsa es va estendre des de la regió del Carib per tota Amèrica Llatina compartint el nínxol de música de ball amb la cúmbia.
Durant aquest període, la salsa també es va popularitzar com a música de ball als Estats Units i Europa. A partir del 1990, la salsa romàntica que va començar als anys vuitanta es converteix en un estàndard de la música tropical gràcies a les estrelles destacades de Puerto Rico, com Marc Anthony, Jerry Rivera, Tito Rojas, Víctor Manuelle i Gilberto Santa Rosa.

#### Cúmbia
A la dècada de 1990, la popularitat de la cúmbia va disminuir en favor d'altres estils com la salsa, però es va mantenir relativament forta. A l'Argentina, Mèxic, El Salvador, Colòmbia i altres països, també es van incorporar sintetitzadors i elements de música electrònica a la música cúmbia, tot donant a llum l'anomenada cúmbia sonidera, cúmbia andina mexicana i cúmbia villera. La barreja de música txitxa i cúmbia al Perú també va guanyar gran popularitat.

## Europa

### Elsanys popeuropeus

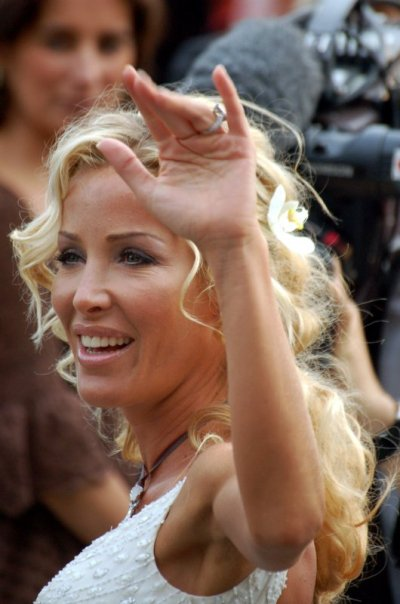
Ophélie Winter, el costat més pop i R&B dels països francòfons

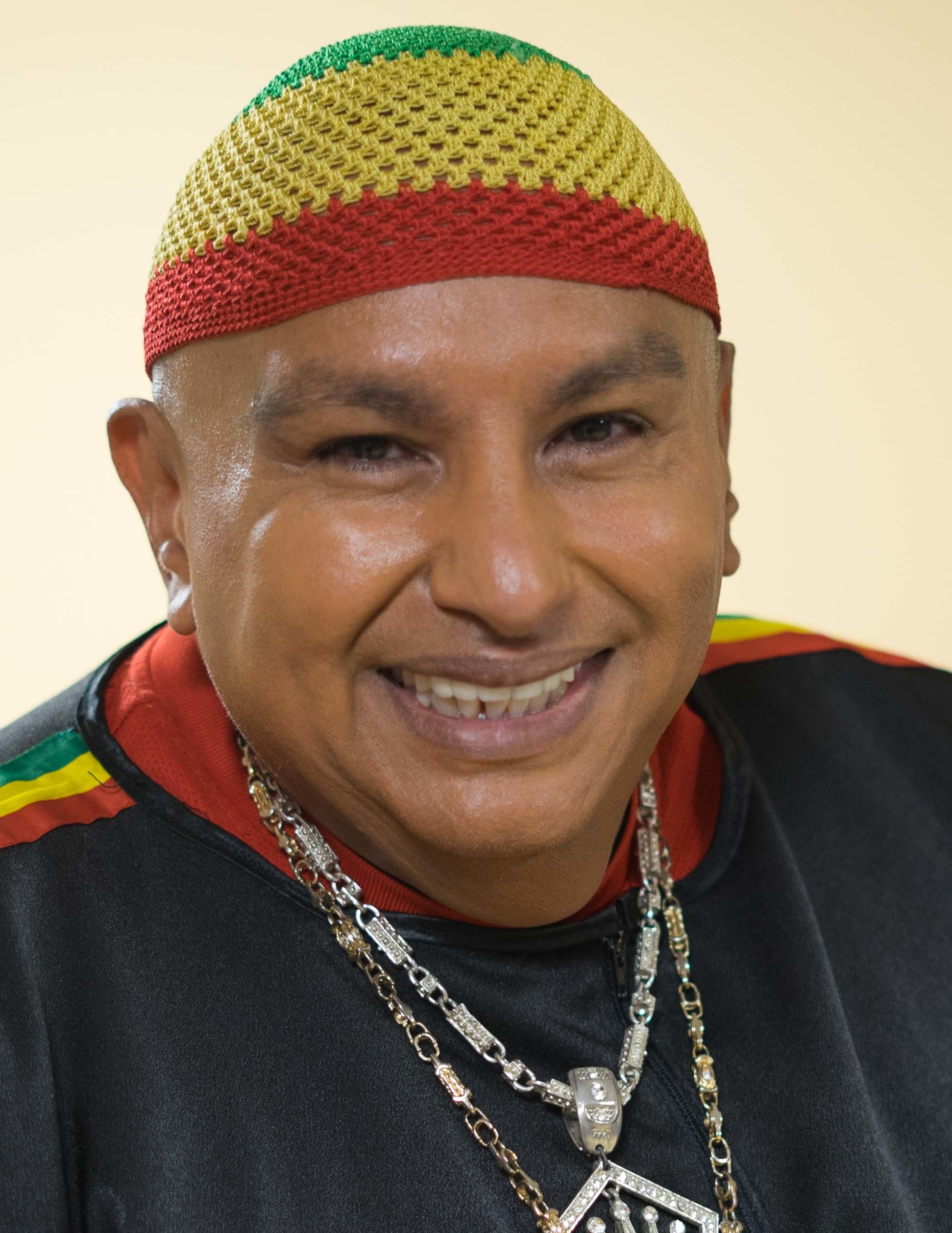
King Àfrica, rei de la Cançó d'estiu dels noranta a Europa

A la dècada on tot es recicla, Europa es nodreix de tots els estils de música possibles. Hi tindrem la tendència més pop amb les boysband, la més rockera i la més rapera. Evidentment, no faltarà la música dance i, encara menys, la música llatina. L'Europa dels anys pop, també era pop, de popular.
Els estils mainstream de l'època varen ser de forma general el rap o el hip hop, la música dance o electrònica i el pop boysbandesc. Dins l'àmbit del rap i dels cants parlats, cal notar estrelles com els austríacs Kurder & Dorfmeister que barrejaven electrònica amb hop hop i pop, els noruecs Tungtvann o els Fintelligens a Finlàndia, el primer a rapejar en finès. El nord d'Europa, a més del centre-oest, es va decantar per la músia rap i l'eurodance. La nació neerlandesa, entre Flandes i Holanda, presenta Osdrop Posse dins el nederhop. Cal afegir-hi Maasstraat Mannar, Extince o Zuid-Oost Posse. Els territoris de parla neerlandesa varen fer furor a Europa amb l'eurodance. Bona part dels seus artistes varen esdevenir números u a tot el planeta i varen plantar cara a l'Imperi americà. A Holanda hi va néixer un so electrònic anomenat de gabber i que es nodreix d'influències vingudes de Nova York i Frankfurt. Hi destaquen D-Shake, Rotterdam Terror Corps, The Dark Raver i Neophyte. Però, dins l'eurodance, destaquen artistes com ara 2 Unlimited, Alice Deejay, els Vengaboys o, passant cap a Bèlgica, en territori flamenc, Lord of Acid, Prage Khan, 2 Many Dj's, i, ja dins d'un àmbit francòfon, a Valònia, Vive la Fête.
El territori de parla alemanya veu el creixement de la música electrònica i tot de festivals d'aquesta mena. A Àustria caldrà destacar-hi els Drum and Bass que feien tecno. Eivissa es torna als Països Catalans en la referència de la música dance, house i tecno de tot Europa. L'illa es transforma en un paradís de les festes de música electrònica i el festival Sònar a Catalunya es torna l'avantguarda de l'època en la matèria. Dinamarca, però, produirà sons internacionals com els de Safri Duo dins la música electrònica. I és que Dinamarca també va ser capdavantera en eurodance, gràcies al duet Me & My o Aqua. Finlàndia, per la seva banda, va tenir èxits eurodance amb Hausmelly, Aikdone i Movetron. A Noruega, però, hi ha més aviat música electrònica experimental amb els Ralph Myerz and the Jack Herren Band. Escenari que es va repetir a Islància amb GusGus.
El costat més pop el varen aportar els països anglosaxons. A més de les boysband i girlsband estatunidenques, varen sortir de les illes britàniques els Westlife, Boyzone o B*Witched irlandesos. El Regne Unit exporta els Alliage, 5ive, MN8, Take tHAT, Bros, les Spice Gilrs o els World Apart. Aquests últims tingueren molt d'èxit als països francòfons on, juntament amb els Països Baixos i Portugal, el pop boysbandesc va tenir molta bona arribada. És el cas dels Excesso, Anjos o D'arrasar a Portugal, els 2Be3, G-Squad o Poetic Lover a França i els DED, 4 Fun, Good Shape, Geat Ready entre Flandes i Holanda. Pel que fa a les cantautores amb projecció de cinema, cal destacar la noruera Sissel Kyrkjebø, cèlebre per haver donat música a la BSO de Titànic, juntament amb la quebequesa Celine Dion.
Suècia lidera a Europa el número u de música R&B contemporània a l'època degut a Robyn i el seu single Show Me Love. Un èxit que va creuar fronteres i es va col·locar al número u a tot el planeta. El país torna a exportar èxits a tot arreu amb Emilia i el seu Big Big World, The Cardigans amb Lovefool, amb Meja i el seu All 'Bout the Money, Bathory amb One Rode To Asa Bay, Army of Lovers i el seu Crucified, el toc més house-dance de Dr. Alban amb It's My Life, els Ace of Base amb All That She Wants, E-Type i This Is The Way, el costat molt més tranquil·lot amb Eagle-Eye Cherry i Saves Tonight, el toc més original i tendència amb Dr. Bombay i Calcutta, pop-rock amb l'Andreas Johnson i Glorius, entrant ja cap a la dècada dels 2000 amb Thomas Rusiak i el seu Hiphopper, The Art amb It Takes A Fool To Ramain Sane, Jert It Out dels Ceasars, sempre dins els 2000 amb Gunther i la seva Ding Dong Songencara, Titiyo amb Come Along, tot tornant als noranta amb els A*Teens i Halfway Around The World, etc. Ben mirat, Suècia és una fàbrica d'èxits musicals a Europa i per això es poden destacar artistes de dècades passades i dècades més recents. És el cas dels vuitanta amb Diggigloo Diggigley de Herrys, Anthem de Tommy Körbeg, Europe amb The Final Countdown, Neneh Cherry amb Buffalo Stance, Roxette, etc.
A les illes britàniques antics artistes es varen anar reconvertint com és el cas de Robert Palmer, Sade, Sinead O'Connor, Lisa Stansfield.
Itàlia va retornar a la música pop i va tenir molt èxit a la Península Ibèrica on Neck i Laura Pausini van ser rebuts amb aplaudiments. Cantants catalans com Sergio Dalma varen voler aprofitar l'ambient per cantar en llengua italiana i mirar de fer-se lloc a Itàlia. La música llatina hi és mainstream a la península ibèrica i s'exporta a Europa. La Macarena o Bomba, dos èxits d'estiu, varen irrompre a les llistes d'èxits sigui dels països francòfons com dels anglòfons. El costat més rock el varen donar les nacions catalana i gallega. No només, Grècia també es va submergir entre el rock i el reagge amb Ble, C:Real, Domenica, Kore. Ydro. o Locomondo. En aquest país hi va haver un bon ambient per explorar amb el rap i el hip hop en mans d'Imiskoumbria, Stero Mike o ZN. Als Països Catalans, en canvi, es va voler exportar pop de tall operístic i patxanga gràcies a Mònica Naranjo i Mano negra.
El hip hop a Turquia va venir de la mà dels immigrants turcs que vivien a Alemanya. El grup turc Cartel va sacsejar els mèdia turcs i alemanys mentre que Xipre apostava per una vessant més suau tot acabant la dècada, amb la boysband ONE. L'antiga URSS es troba aleshores en desintegració i les poques cançons que podem destacar-ne és la presència d'antics satèl·lits soviètics a Eurovisió. Als antics satèl·lits l'Estaca de la Nova Cançó catalana hi va tornar a sonar mentre Dinamarca, dins el bloc capitalista, feia furor a Àsia amb el grup de rock Michael Learns To Rock. França, finalment, va voler reprendre l'eufòria generada pels irlandesos The Corrs, amb Manau, un grup que va saber barrejar el rap amb música celta. El país gaudeix aleshores d'una gran quantitat de grups de rap alhora que la indústria mira de llançar èxits pop com Ophélie Winter, d'un pop molt proper a l'R&B contemporani i als èxits de Christina Aguilera o Britney Spears. Alan Téo va ser la vessant masculina d'Ophélie Winter mentre que Patrick Gruel va aportar el costat típicament cantautor de la Chanson a França. El rap va tenir una edat d'or amb MC Solar, NTM, IAM, Assassin, Bouducon Production, Destroy Man, EJM, Lionel D, Little MC, Ministère A.M.E.R., Saliha, Sens Unik, Timide, Cut Killer, Jimmy Jay o Sans Complexe. Hi haurà fins i tot un programa televisiu dedicat únicament al rap. El rock, amb tot, va ser representat als països francòfons per Rock Voisinne.

#### Eurovisió

Participants freqüents l'any 1994.

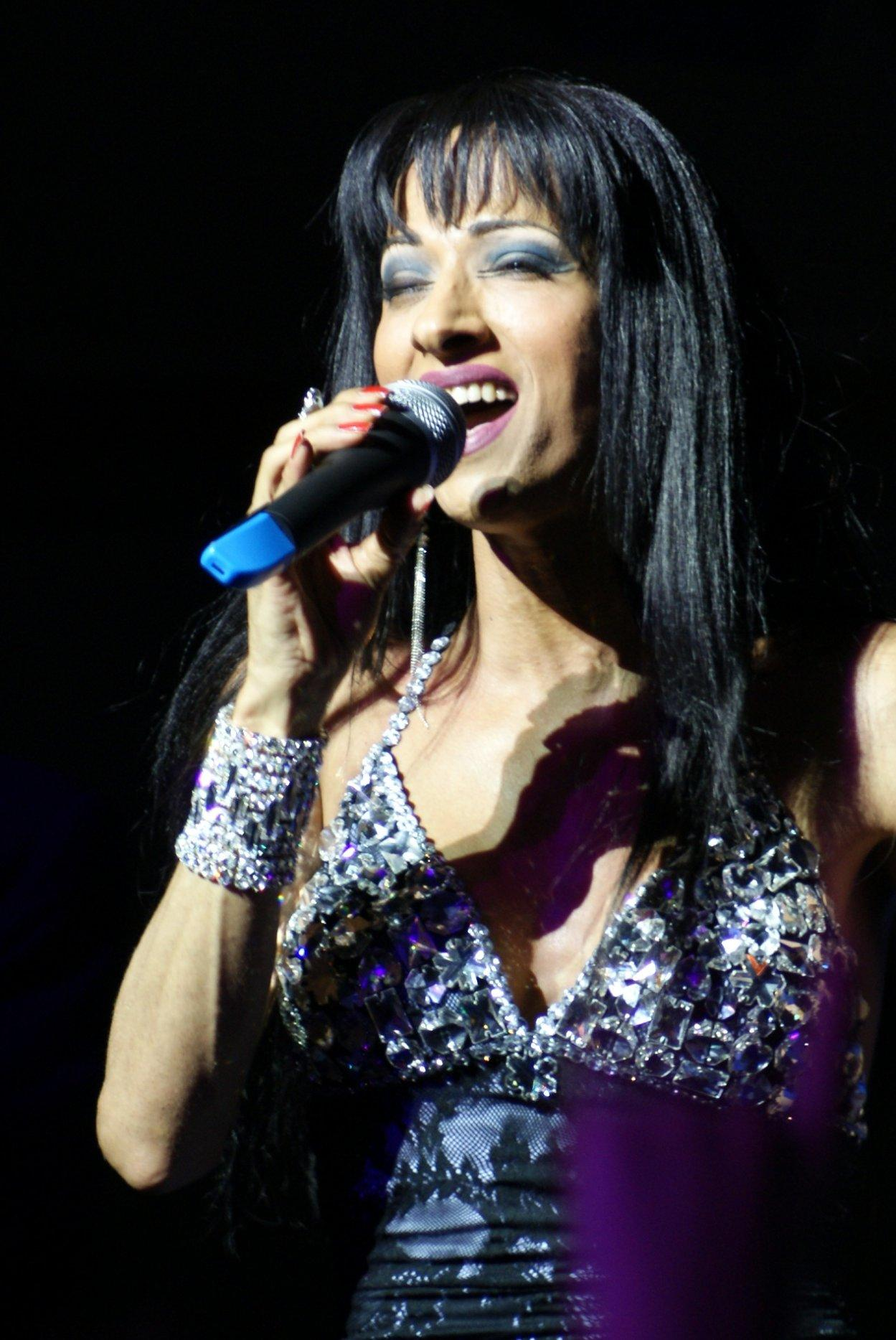
Dana International a Eurovisió, 2008

A la dècada dels noranta Eurovisió segueix sense aixecar el cap. Les audiències no són a l'alçada del que va representar dècades abans el concurs. S'intenta millorar la situació convidant a artistes mainstream de l'època com va ser Aqua per actuar-hi al recompte de votacions. Però, ultra la decadència del concurs, Eurovisió es troba sacsejada per la caiguda del teló d'acer. La desintegració de la URSS obliga l'UER a anar incorporant nous països i desfer-se del seu límit a vint.
No va ser una qüestió fàcil. A Europa no tothom vol reconèixer les independències de les nacions autodeterminades. De fet, la guerra assalta altre cop el continent i això les televisions ho retransmeten, després de tot el període de no violència que es va viure des de la Segona Guerra Mundial. L'est europeu és un polvorí. Alemanya o França declaren de primera a primera que no volen reconèixer les independències però en contra del seu grat, les nacions de l'est s'autoproclamen igualment independents i se separen de Rússia. L'UER limita llavors la participació als vint-i-cinc membres. Una xifra ridícula a vista dels dossiers de sol·licitud d'entrada. D'arribada només hi participen uns vint-i-tres.
Eslovènia es troba entre els primers. La xifra per força augmenta. I, un cop independitzat tot l'est, la xifra de participants a Eurovisió ateny gairebé la cinquantena. El públic europeu assisteix a Eurovisió mateix a la desintegració de Iugoslàvia. L'antic país comunista s'hi presenta com a Iugoslàvia, després com a Sèrbia, però l'evolució dels esdeveniments és tan ràpida que ha de presentar-s'hi tot seguit com a Sèrbia i Montenegro, Sèrbia i Bòsnia-Hercegovina, etc. Croàcia es presenta a banda, Albània també, Macedònia per descomptat, etc. A la secessió de Kossove Sèrbia ja només pot presentar-se com a Sèrbia. Montenegro resol autodeterminar-se amb un referèndum molt ajustat i Kossove, fins avui, no aconsegueix entrar-hi pel veto que exerceix Espanya.
I és que durant els noranta, Espanya tremola. Les nacions catalana, basca i gallega es miren els processos d'autodeterminació de l'est amb la lupa. Volen efectivament poder-se separar de l'Imperi hispànic. Madrid no està gens contenta. Vol mantenir ben lligades totes tres nacions i aprofita el seu lloc a l'UER per prohibir l'entrada de Kossove. A Catalunya la producció televisa d'El Terrat munta tot un revolt amb en Josmar. Es tracta d'un noi que va prestar-se a cantar l'èxit pop més sonat de la dècada. És superfort! és una cançó protesta. L'equip de televisió munta un set a les portes d'Eurovisió i hi fa venir públic català per reclamar que Catalunya té dret a ser-hi com a nació que és. En Josmar es torna en una estrella als Països Catalans i Andorra amb el seu És superfort!.
La qüestió era atraure l'atenció dels mitjans de comunicació estrangers perquè a causa de la desintegració del bloc soviètic, els mèdia creen expectació amb la incorporació de Bòsnia-Hercegovina al certamen. El país es troba aleshores en plena guerra contra Sèrbia que va desplaçar-hi armada per tal de genocidar població bosniana. Quan el país hi fa la seva aparició, en ple directe, resulta que la seva capital, Sarajevo, és ocupada i encerclada per trobes sèrbies. La delegació que havia de presentar el país va tenir problemes majors per poder sortir de les seves fronteres i acudir al certamen. A l'aeroport de Sarajevo la tensió és palpable amb la presència de tiradors emmascarats.
El nombre creixent de països fa que el concurs s'allargui i es torni pesada la retransmissió. L'UER resol inicialment que sis dels participants que s'hagin quedat als sis darrers llocs no poden participar l'any següent per deixar-hi lloc als sis que l'any anterior varen quedar als sis últims llocs i així successivament. La mesura és polèmica i no agrada. L'UER procedeix doncs a preseleccions, sense millorar molt. No és fins a l'any 2004 que s'adopta una opció més còmoda, més acceptada i més pargmàtica, la de les semifinals. En primer lloc n'hi va haver una, ara n'hi ha dues. Durant la setmana, els països es disputen el lloc a la semifinal. Només deu de les dues semifinals poden passar a la final i, un cop a la final, disputen el lloc contra els països que manen al festival, és a dir, França, Espanya, Itàlia, Regne Unit i Alemanya.
Tècnicament, desapareixen les orquestres en directe. Musicalment, l'arribada de nous països torna el concurs cada volta més atractiu. La varietat de gèneres comença a fer-hi salat i això dona una imatge extraordinàriament diversa al festival. Per bé que de mica en mica tothom prefereix cantar en anglès, musicalment s'hi veurà de tot. Pop, rock, heavy metal, música clàssica, balades, pop-rock, folklore, etc. L'arribada dels països de l'est engrandeix en millor el festival. Però, d'això, el públic només se n'adona a la dècada dels 2000. Mentrestant, les audiències no pugen.
Les noves tecnologies s'incorporen igualment a Eurovisió. S'introdueix el televot que després de fer-se amb trucades, s'acaba recollint amb missatges de text. Les controvèrsies no deixen de fer notícia als periòdics del món sencer i degut això, la imatge del Festival d'Eurovisió continua degradant-se. Resulta que els països de l'oest, principalment França, el Regne Unit, Bèlgica o Espanya, es desentenen del festival perquè acusen que a l'hora de recomptar els vots, hi ha favoritisme. En efecte, en introduir-hi el televot, el públic europeu vota ben sovint al país veí amb qui el públic comparteix més afinitats. Però, a banda d'això, el públic francès o britànic, no vol pas acceptar que ha deixat de guanyar el festival perquè gràcies a la incorporació de nous països, ja no són el centre. Resulta que a l'est també s'hi fa bona música i les seves propostes no agraden. L'est conquesta.
De resultes d'això, d'aquest disgust de no tenir victòries, l'UER crea un "estatut particular" per als qui financien amb més diners el festival. Són els Big 5 entre els quals hi tenim, França i el Regne Unit, més els convidats, com són Itàlia, Espanya o Alemanya; tenim ja un escenari proper a l'ONU: un "consell de privilegiats" i la resta, que han de disputar-se per ser a la final. Tornen les polèmiques. I, l'est, mentrestant, continua seduint. Però, com l'arrogància mana, els Big 5 es donen llavors el luxe de no emetre les semifinals. Tornen les crítiques.
En qualsevol cas, la dècada quedarà marcada musicalment per la victòria israeliana de Dana Internacional. És el primer artista transgènere que guanya el festival. La seva victòria catapulta a Dana Internacional a tots els telediaris del planeta sencer. És una estrella i el seu single bat rècords a les llistes de venda. Dana Internacional s'escolta a tot arreu. Europeus com estatunidencs ballen al ritme d'un home que va voler canviar-se de sexe.
Abans que Dana Internacional iniciés el debat de la conversió al sexe oposat, durant els vuitanta, Harris Glenn Milstead, conegut pel seu nom artístic Divine, es va fer famós per la seva caracterització de travesti. Les perruques, el seu vestit de color vermell i el seu maquillatge, varen donar a parlar. Les seves cançons varen aconseguir enganxar el públic ajudant-se dels típics sintetitzadors d'època.

### Península ibèrica

#### L'edat d'or del rock català
Música independent. Aquesta va ser i és la realitat de la música cantada en català. Espanya, que després de viure la borratxera de la Moguda, ara es troba immersa en la conquesta llatinoamericana de l'Imperi de l'hamburguesa, prohibeix fins i tot després de la dictadura cantar en català. L'engany és major. Resumidament, cap discogràfica de gran pes promociona el català, no pas perquè no hi hagi públic, encara menys perquè el públic no vol música en català, més aviat perquè a l'Imperi hispànic això del català fa nosa. Fa nosa perquè hi subjau encara l'ideal imperial. I, per tant, tot artista o grup que volgués tenir èxit fora dels PPCC havia de cantar obligatòriament en castellà. És així com els PPCC exporten a l'exterior novetats que no haurien probablement sortit mai de Castella. El pop operístic de Mònica Naranjo, l'electrònica d'OBK, el cant italià de Sergio Dalma, el rap de RZN, etc. La nació catalana eixampla mides amb propostes en llengua castellana, anglesa i italiana mentre que Castella es limita a proposa més del que ja s'havia vist. Però, mentre les Illes Balears als PPCC es tornen la imatge de la festa a tot el món, Catalunya viu una època daurada.
Daurada perquè el rock cantat en català va assolir el màxim d'èxit que va poder. Daurada perquè allò ho produïen discogràfiques independents. Daurada perquè tot i la imposició del castellà, el rock català va demostrar que tan se val quina llengua cantis, l'important és tenir un bon so. L'Edat del rock català va ser prodigiós per a Andorra i la resta dels Països Catalans. Del seu llegat, el microestat dels Pirineus inicia a la dècada dels 2000 la seva pròpia contribució, just en un moment en què el rock català es desinfla i dona lloc a un escenari molt més variat musicalment. I és que un cop hagi passat la mona del rock més ric i nutritiu del català, la música catalana es deixa portar pel pop, el dance, el reagge, la rumba, el rap, el hip hop, etc. Tot d'estils nous que nodreixen altre cop la música catalana. Aquí, però, farem un repàs pels noranta i el significat de l'embriaguesa del rock de SAU, Sopa de Cabra o Els Pets.
Cal recordar com un recital de la Nova Cançó a Andorra la Vella va enfurismar el règim franquista que resolgué bloquejar les fronteres andorranes com a repressió per haver-hi cremat una bandera espanyola. D'aquesta prohibició, d'aquesta represàlia, el país esclata i camina cap a l'autodeterminació, fet que li permet seure l'any 1993 i després d'un llarg procés, a l'ONU i parlar-hi en llengua catalana, davant la mirada d'una Espanya que hi prohibeix tot discurs en basc, gallec o català.
El rock dels noranta en català és una continuació dels inicis tímids dels vuitanta. A la dècada on la Moguda Madrilenya fa furor i porta molts catalans a participar-hi, alguns grups de rock varen voler experimentar amb música rock, blues rock, pop-rock o R&B clàssic, en llengua catalana. És el cas de N'Gai N'Gai, adeptes del funk, dels Duble Buble, cèlebres per Clava't, adeptes del blues-rock, d'Els Bars, molt més propers al country i l'R&B clàssic, Bocanegra que fusionaven funk amb blues, Detectors, que feien pop-rock, Desperdicis Clínics, avessats al punk, Gerard Jacquet cantautor en rock a l'antiga Catalunya Nord, Grec, també molt ajustats al pop-rock, així com La Madam, Kitsch, Otubre, Pantaix, T.R. o Liquid Car, tots últims a tocar de la dècada dels noranta i que, pel que fa Liquid Car, experimentaven ja amb electrònica i rock.
Durant els vuitanta hi va haver discos experimentals en noms com els de Macromassa, Koniec, Gringos, Perucho's, Pascal Comelade, Antón Ignorant, Pagasus, Suck Eletrònic Enciclopèdic, Klam, Tropopausa, La Propiedad Es Un Robo, Avant-Dernières pensées, Zush-Tres, Moises Moisés, Naïf, Les Anciens, entre més.
Tot aquest moviment vuitanta va generar models per a la generació dels noranta. És la primera que ha pogut escolaritzar-se en llengua catalana. Passen a renovellar la música rock i a omplir estadis tot i que la crítica sempre va ser molt negativa vers el rock català dels noranta. El detonant va ser l'èxit inesperat del grup Sopa de Cabra. El grup va donar peu a un interès i una curiositat cap a la música rock en català que no havia existit. D'aquí es popularitzen Sau, Els Pets, Lax'n'Busto i Sangtraït. L'èxit d'aquests tres grups obre la porta a la producció en massa de noves bandes. Tot queda en un ambient de música independent inicialment, però, encara i així, hi va haver produccions riques i aventurades amb un èxit aclaparador.
El fenomen social batejat com a Rock Català va triomfar a Barcelona el 14 de juny de 1991 al Palau Sant Jordi amb un concert conjunt de quatre dels grans grups amb més acceptació: Sopa de Cabra, Sau, Sangtraït i Els Pets. Hi van assistir més de 22.000 persones, que van fer que l'acte assolís el rècord europeu de públic en un xou musical celebrat en un recinte tancat. L'organitzaven els mànagers dels grups i Ressons, l'organisme de promoció musical de la Generalitat. TV3 el va retransmetre.
A partir d'aquesta consagració del Rock Català com a fenomen social, els discos dels grups més rellevants van assolir les desenes de milers d'exemplars, que editaven tant segells nacionals com multinacionals, i van augmentar els concerts a Catalunya i a la resta de l'àmbit lingüístic català. L'esclat popular i mediàtic del moviment va fer que proliferessin fans d'aquests conjunts i, sobretot, dels seus líders, esdevinguts ídols admirats i imitats per bona part dels joves al costat dels anglosaxons.
El suport posterior al fenomen per part de la Conselleria de Cultura del Govern de la Generalitat de Catalunya, llavors a les mans de la coalició autonomista Convergència i Unió (CiU) i presidit per Jordi Pujol, va generar crítiques en alguns sectors socials que consideraven que el Rock Català era fruit d'una operació orquestrada pel nacionalisme. 
Es poden destacar grans grups d'època:
Karda Fàstik, Els Pets, Sau, Ja T'ho Diré, Lax'n'Busto, Glaucs, Sopa de Cabra, Gossos, Sangtraït, Hermandez & Fernandez, Companyia Elèctrica Dharma, Nats, Pep Puigdemont, Umpah Pah, Terratrèmol, Tancat per defunció, Brams, Slips, Kitsch, Matamala, VVAA, Fabius Cata, capdetrons, Zoo Il·lògics, Bars, U-tòpics, Pixamandurries, La Fosca, Dr. Calypso, Whyskyn's, B-30, Obrint Pas, Parking, Wildside, Skatalà, Vain De Kul, etc.

#### Naixement delpimpaportuguès
A l'era on tot és pop, Portugal no s'està d'escoltar-ho tot. El país integra la Unió Europea tot ampliant les seves perspectives. La democràcia i la bonança, dona totes les esperances. Esperances perquè el país ja és a la Unió Europea, ha abandonat la dictadura i es modernitza a passes agegantades. Aquest és el sentiment del país. Tot naturalment Portugal entén perfectament la tendència del tot és pop. Hi tindrem música pop, rock, hip hop i rap, boysbands, girls bands i en tota aquesta barrija-barreja hi haurà lloc igualment per a un gènere pròpiament portuguès, la música "pimba".
La música pimba és així com un patxangueig a la portuguesa. La comparació no s'adiu perquè certament és nou, innovador i no s'ha vist encara a cap altre país. És així com una barreja entre folk portuguès, pop, i música llatina. L'harmonia és de forma general pobre i té un aspecte instrumental ben poc cuidat. Aquesta és justament la intenció perquè la música pimba està feta sobretot per ballar-se a les festes majors. Una festa major està pensada per passar-s'ho bé i no amonïnar-se. No cal doncs cap cançó estrictament ben elaborada.
La patxanga és un estil que es va originar a Cuba als anys 1950, i va ser important al desenvolupament de la música caribenya. En el seu origen va rebre influència d'estils com danzón i charanga, i més tard va resultar amb el naixement del son/salsa cubà.
El terme "pimba" és una onomatopeia en portuguès i vol dir així com "pam, pum!". Fa referència a quan, pum!, quelcom d'inesperat fa "pam!". I, precisament, el primer èxit pimba va fer "pam!". El grup de pop-rock Ex-Votos resol treure a la dècada dels noranta un senzill pimba que fa anomenar "Subtilezas porno-populares... e pimba". Ningú ha teoritzat res i, evidentment, ningú és encara conscient que tenim un nou gènere a la vista. Però fa èxit. La idea és prepresa per Emanuel, un cantant força conegut aleshores, que treu un single dirím que fundador: Nós Pimba. El senzill es ven a carretades i crea un fenomen al seu voltant. Durant tot la resta de la dècada, es fabriquen èxits pimpa.
Alguns artistes més exitosos varen ser l'Ana Malhoa, Quim Barreiros, Mónica Sintra, Homens da Luta, Jorge Ferreira, José Malhoa i més recentment Ruth Marlene. El nou gènere va tenir èxit a les antigues colònies portugueses com és el cas d'Angola, Moçambic o Brasil, a més de nacions lusòfones, com és el cas de Galícia. Les televisions i les ràdios del país comencen a fer-ne una promoció desmesurada i fins avui, cap magazin televisiu portuguès pot prescindir de música pimba. La televisió portuguesa va plena totes les tardes d'aquest gènere, gairebé l'únic que pot sortir en antena i aquí és on comencen les crítiques.
És un tipus de cançó que va ser molt criticat durant els noranta perquè tenien contingut masclista. A més, s'acusava el gènere de ser poblerí, ruralista i pagesot. La paraula mateixa "pimba" era durant els vuitanta un mot ofensiu d'argot pagerol. El contingut lletrista, però, més que masclista i molts cops homòfob, que l'és, és metafòric, així com donant la voluntat d'esplaiar el sexe amb una estructura un xic romanticista. És doncs ironia i humor al servei d'un folk, mig pop, mig patxanga, cantat en portuguès. Molta classes mitjana i alta el critica i això dura fins avui on, malgrat tot, hi ha hagut espai per a un moviment de neteja de la seva imatge i reforç d'un "orgull pimba". És, en aquest sentit, revelador veure com el país ha proposat l'any 2014 música pimba per mirar de guanyar el certamen d'Eurovisió amb la cantant Suzy i el seu èxit Quero ser tua.
A la dècada dels 2010, el grup de trap català, Tryets es va atrevir l'any 2018 a barrejar música pimba amb trap i tot cantat en llengua catalana amb el seu senzill "Tanqueray".
A banda, els anys on tot és pop, veuen l'aparició de heavy metal portuguès, com aquell que representa Moonspell. De pop-rock, com aquell que trobaríem amb Clã. S'introdueix el rap i el hip hop, un gènere que parteix de Porto i que guanya Lisboa fins estendre's a tot el país. Amb el ròssec del temps, Portugal s'ha fet molt ressò de rap i hop hop portuguès. Més que a Castella, on el gènere és pràcticament inhexistent, vulgui ser a les ràdios, com a la televisió mateixa o als circuïts mediàtics, Portugal no s'està de presentar-lo. Pel que fa els noranta es pot destacar Chullage, Da Weasel, General D i Sam The Kid. El país es deixa portar igualment per l'onada boyband i surten tot de grups prefabricats. Són un exemple d'això els Excesso, Sétimo Céu, Angélicos, D'arrazar, els Milénium o Os Anjos per la banda masculina, i de les Tentações per la banda femenina --i com tot fenomen boysband, en separar-se els grups, sempre n'hi va haver un que va aconseguir fer carrera en solitari, com és el cas de João Portugal dels Excesso. Dintre d'un ambient pop, sense entrar en el perfil boybandista, caldria destacar els Santa Maria. La Súper Pop o la Bravo varen ser les dues revistes estrella per a l'onada pop i girlsbandera. El marxendatge, els concerts i el soroll dels fans varen tornar-se molt habituals. El canal de televisió SIC va saber explotar aquest fenomen i les tardes dels caps de setmana estaven dedicats al SIC Show, un programa en què hi desfilava tota la varietat de grups més venuts del país i on, per suposat, les boysband hi feien furor.
El rock alternatiu es va veure representat per Ornatos Violeta, el rock gòtic per Noctivagus i el reagge per Primitive Reason. Dins la música elèctrica destaquen Três Tristes i Tigres ou Zen, i a la música grunge Blind Zero i Cosmic City Blues. Lisboa es va tornar en el bressol de la música elèctrica i Porto en el de la música negra contemporània --Aurea foren un grup de soul en portuguès dels noranta. El país canta igualment en llengua anglesa, sobretot els grups de rock o pop-rock, que després d'una dècada daurada, com van ser els vuitanta, amb rock cantat en llengua pròpia, s'atraviren a fer-ho igualment en anglès. Exemple d'això els Silence 4. De fora, el món anglosaxó, el món hispànic i Brasil es tornen en font d'influència per a la música que es produeix a Portugal. El rock brasiler fa salat mentre que la música llatina en castellà se sent a totes les ràdios i festes majors. Molts artistes i grups brasilers rebenten les llistes d'èxits a Portugal. És el cas d'Ivan Costa amb el seu "É o bicho" o els Dominó amb "Baila".

#### DelRexurdimentoal rock i pop gallecs

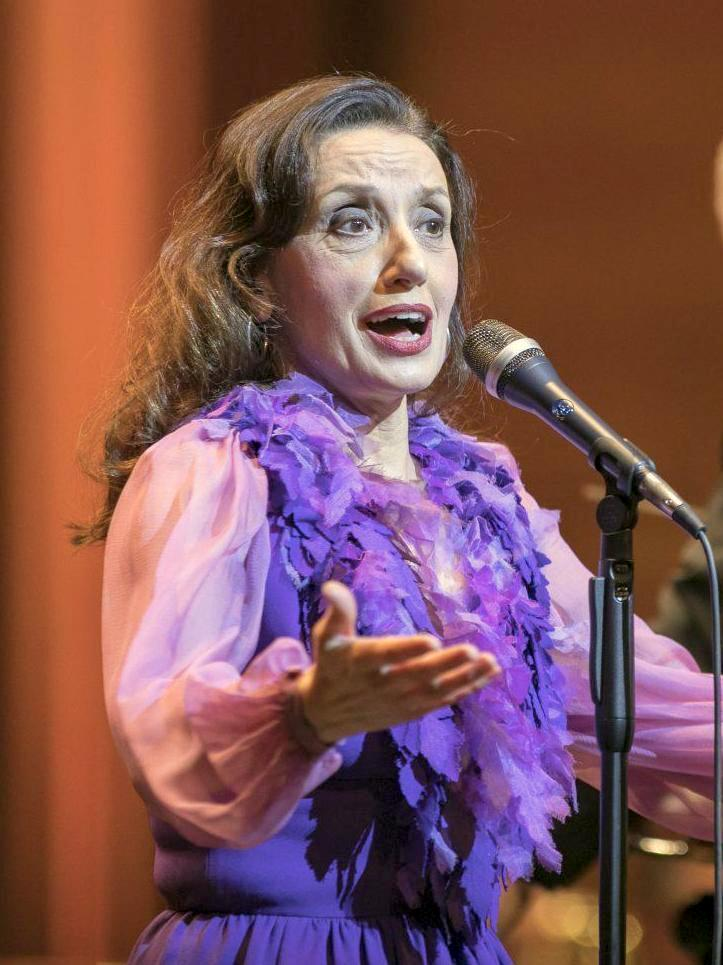
La cantant gallega Luz Casal és responsable d'haver exportat l'himne del Rock català dels 90, Boig per tu de Sau, a tot Castella, Galícia i País Basc.

Després de la caiguda de la dictadura de Franco, resulta que les coses no han canviat tant com semblaven. Tot va ser una enganyifa i les nacions catalana, basca i gallega ja comencen a adonar-se'n. Espanya prohibeix els seus representants a Eurovisió cantar en llengua gallega, catalana, basca o occitana. I, Galícia, de totes les nacions de la península, no surt afavorida. Oblidada ben sovint, Galícia també mira de cantar en llengua pròpia, el gallec. Però les prohibicions a Espanya dificulten la difusió de música en gallec. Cal doncs fer un petit passatge del Rexurdimento fins al pop més noranter.
A Galícia el moviment nacionalista que emulava el Resurgimiento italià va prendre forma de Rexurdimento. És en aquesta època que cal col·locar la primera música cantada en gallec. Sabem que efectivament s'hi cantava ja en gallec però avui no tenim moltes publicacions sobre el tema i les diverses que existeixen ofereixen una visió parcial, no gaire consistent, sobre el gran desenvolupament musical, ric i qualitatiu, del Rexurdimento. Caldria tornar a buscar les explicacions en les prohibicions d'Espanya. Tot i així, per al Resurgimento podem destacar artistes gallecs com ara Marcial Torres del Adalid, Xoán Montes, Pascual Veiga, José Courtier, Sebastián Canuto Berea Ximeno, Pablo Sarasate i Marcial del Adalid e Guerra.
Passat el Rexurdimento, la música gallega passa per etapes de clars i obscurs, segons ha estat la repressió contra Galícia per part d'Espanya. No es conforma doncs un escenari de música gallega contemporània fins a la dècada dels noranta. Durant el franquisme, només es permetia la música folklòrica gallega, certament amb la voluntat de donar aire de pagesia i retardament a la nació gallega. És en aquest ambient que sorgeixen la primera Cançó protesta en boca dels Voces Ceibes. Ceibe, que en gallec vol dir "lliure". Durant els setanta, aquesta cançó protesta pren més força i apareixen tot de cantautors com ara Luis Emilio Batallán, Benedicto García Villar, Bibiano Morón o Suso Vaamonde. Emergeixen igualment grups com ara Fuxan os Ventos. La Cançó protesta a Galícia va ser objecte de persecució pel franquisme i moltes lletres de les composicions havien d'empescar-se-les per tal d'evitar la censura. El maig francès va tenir molta incidència a Galícia on entre els seixanta i els setanta, hi ta tota una necessitat de donar veu a cantautors que vulguin emprar la llengua pròpia. Cap al final dels setanta, es munten les primeres discogràfiques que aposten per música en gallec, com la Xeira y Ruada.
Gràcies a aquesta discogràfica, s'amplien les mides. Hi haurà artistes destacats com ara Pilocha o Xosé Manuel Conde. Música folk com la de Milladoiro, Antón Seoane, Rodrigo Romaní, etc. Andrés Dobarro es va tornar en l'estàndard del pop en gallec. Cap a la dècada dels vuitanta, molts gallecs resolen participar en la Moguda madrilenya, com és el cas d'Os Resentidos que varen fer èxit per tota la península amb "Galicia caníbal". Naixen doncs nous grups com ara Siniestro Total. Es torna aleshores en una dècada pop per a Galícia.
En consonància amb els Països Catalans i Andorra, el noranta tornen al rock. Galícia experimenta per primer cop amb aquest gènere. Matto Congrio n'és un exemple. Però n'hi ha d'altre, com ara Berroguettoy Na Lua, Budiño, Mercedes Peón, Susana Seivane, Cristina Pato o Rosa Cedrón. Dins la vessant més heavy metal caldrà destacar a Los Sueves o Herdeiros da Crus.

#### Els anys popen castellà

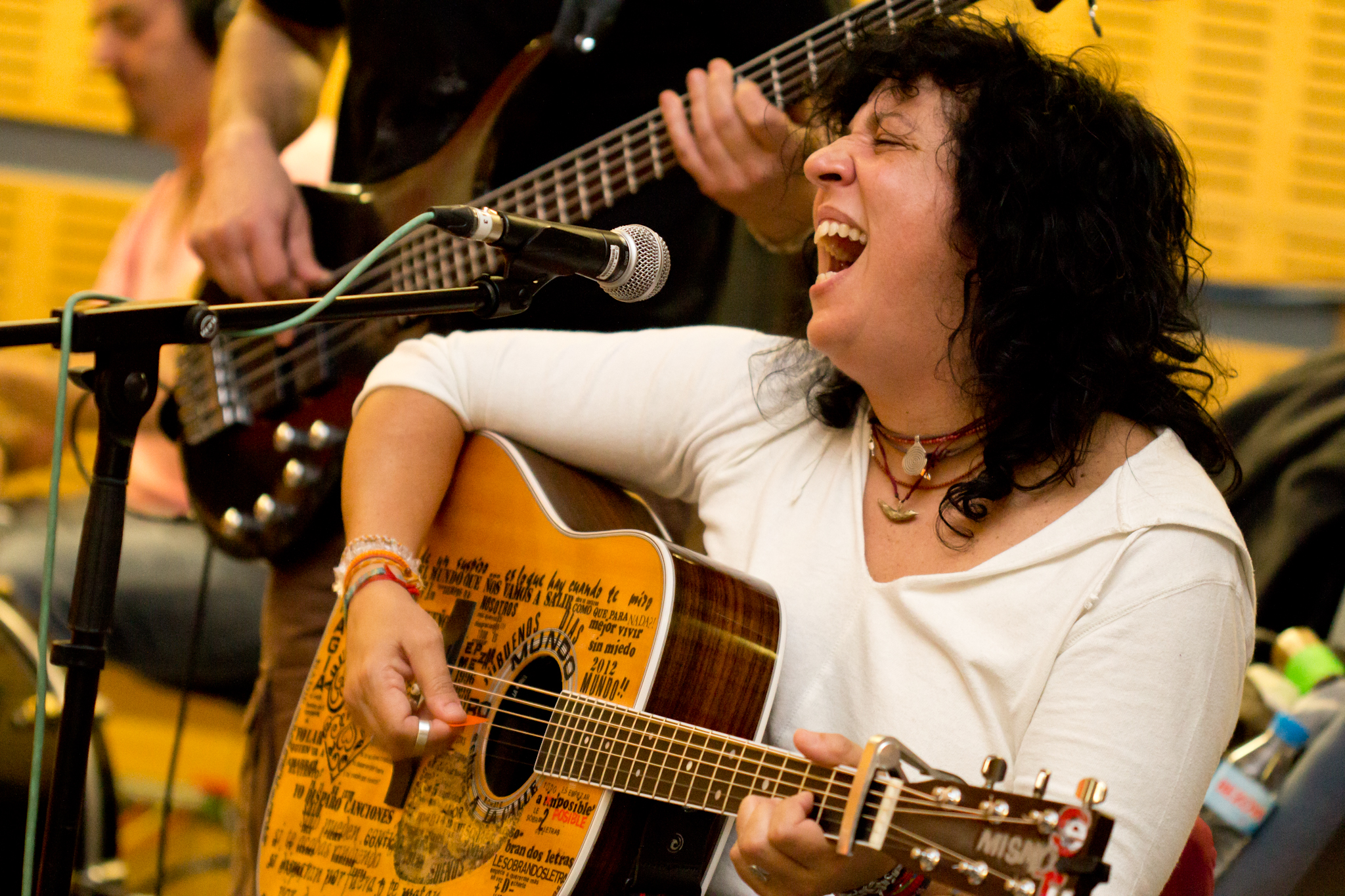
La Rosana actuant en fotografia.

A Espanya tot s'hi torna també pop. El país canta i balla a ritme de rock, pop, música llatina, etc. Influencia Amèrica Llatina amb les seves composicions i alhora es deixa influenciar pel sudcontinent americà. La colombiana Shakira, per exemple, treu un primer àlbum rock que es torna molt exitós i durant aquesta dècada explora el gènere amb so llatí. Una barreja del tot melòdica. L'argentí Andrés Calamaro hi fa èxit amb Flaca i tot un rock baladesc ben apreciat. Ja dins l'àmbit dels músics que es varen exportar, el català Pau Donés aconsegueix fer volta per tot Amèrica Llatina amb la seva banda Jarabe de Palo. I és que molts catalans i bascos contribueixen a la cançó cantada en castellà durant els noranta. És el cas per exemple de l'Oreja de Van Gogh, un grup de música pop que va apuntar maneres aviat a les acaballes de la dècada o Duncan Dhun, una banda basca que va participar de la Moguda Madrilenya dels anys vuitanta.
El flamenc va tenir gran puixança amb figures com Rosario o Antonio Flores, fill de Lola Flores. Aquest segon va explorar el flamenc amb el pop, de cops també amb el folk. En l'àmbit del folk es poden destacar figures com ara Joaquín Sabina i en el pop-flamenc les Azúcar Moreno, però pel que fa el flamenc pur s'hi destaca Navajita Plateá. Molts grups de la Moguda madrilenya dels vuitanta encara van tenir força als noranta. Va ser el cas de Mecano o Radio Futura amb un pop ben sintètic. Però, de la Moguda madrilenya, també hi va haver separacions. Els d'El último de la Fila varen tancar portes i Manolo García va llançar-se en solitari amb molt d'èxit. La dècada va veure dins el pop noves propostes com és el cas de Rosana. Tot això pel que fa el pop.
Dins el rock destaquen grups com ara Los Secretos i en l'àmbit més baladesc, Alejandro Sanz, Enrique Urquijo, Ismael Serrano Antonio Vega, etc. Encara dins el rock es podria destacar als Café Quijano, Los del Tonos, Modestia Aparte, RevólveЯ, Platero y tú, Espaldas Mojadas, Héroes del Silencio, M Clan, Seguridad Social, etc. El català Sergio Dalma va produir cançons pop modernes i baladesques, moltes de les quals les presentava al públic en castellà i italià. Durant els noranta hi ha una certa relació d'amor entre Itàlia i la Península ibèrica. Molts artistes italians miren de fer-se lloc a Espanya i el català Sergio Dalma va provar de fer el mateix a Itàlia. És vers la dècada dels 2000 que deixa l'italià a favor del català on passa a presentar els seus singles en aquesta llengua, a més del castellà. La rumba catalana va continuar recollint èxit, sobretot a fora dels PPCC i Espanya. Però, dins de la Península, caldria posar l'èmfasi sobre el duet català Estopa. Los Sobraos foren un grup ben apreciat en rumba catalana de nacionalitat castellana.
Espanya es va veure contagiada per les copes del món del futbol on hi varen destacar Ricky Martin. La música llatina va tenir molt èxit a fora d'Amèrica Llatina gràcies a artistes com la Gloria Estefan, Enrique Iglesias o Jennifer López. Neix igualment d'altra banda Presuntos Implicados i dins un rock més juvenil trobaríem a Al amanecer. El pop més modern el va presentar Marta Sánchez i Miguel Bosé, el rock més dur el varen presentar Extremoduro, de cops veurem rock de garatge amb Los Hermanos Dalton o Los motores i rock alternatiu Bunbury. En l'àmbit internacional, el país es va deixar enamorar pels artistes pop italians com ara Neck, Eros Ramazzotti o Laura Pausini. La tendència cap al pop-rock celta que s'apreciava a Irlanda també va ser reprès pels Celtas Cortos, un grup d'origen gallec. El dance, l'electrònica i el tecno van ser representats per Viceversa i OBK. Aquest segon ha arribat a traduir alguns dels seus èxits (Si em tens aquí) a llengua catalana. Als Països Catalans es va exportar cap a Espanya una espècie de gènere pop de tall operístic. Va ser la responsabilitat de la catalana Mònica Naranjo i, alhora, es va exportar el primer rap de la mà de BZN.

L'èxit del dance a tot el món porta el grup Loco Mía a estrenar-se en l'àmbit de l'electropop. Creats a les Illes Balears, als Països Catalans, la seva posada en escena, el seu so i l'originalitat de les seves propostes els varen portar fora de les fronteres ibèriques.
I és que a Castella, a banda del que venia dels Països Catalans, s'hi va provar amb pop molt innovador com Amistades Peligrosas, també amb tecno-rumba tal com es veia a Camela, amb rap i hop hop amb Def con Dos, Dj Kun --força aburgesat-- o en un ambient més acústic amb els argentins Los Rodríguez i les castellanes Ella baila sola. Finalment, dins el rock més suau, clàssic i més pop, trobaríem a La Rabia del Misterio, Los Ronaldos, Gatos Locos, Los Caracoles o el grup format pel català Marc Parrot d'El chaval de la Peca que va fer de Libre un himne de la dècada. Es podria dir que de forma general, a Castella s'exportava als PPCC, País Basc, Galícia i Andorra un rock molt suau i a Portugal, l'ambient llatí que venia d'Amèrica Llatina.

## Àfrica, Àsia i Oceania

### Homenatge al bressol de la humanitat
La dècada dels noranta va ser la darrera de totes les dècades del segle xx. Un segle nodrit de sons innovadors, del tot nous. D'un regirament de dalt a baix de tota la música. En l'espai d'un segle, la música ha fet canvis tan radicals que qualsevol contemporani d'inicis de segle, s'espantaria de veure la fabulosa entrega de sons del que ha donat tot el segle. Toca doncs un resum, però, sobretot, un homenatge al lloc que va veure néixer aquesta Revolució amb majúscules i sense precedents: l'Àfrica.
Àfrica, el brssol de la humanitat, va ser explotada durant anys i panys pels blancs europeus, convençuts de la seva suposada superioritat. Estableixen un comerç de tràfic d'esclaus entre Europa, Amèrica i Àfrica. Un comerç profitós, certament, però desposseïa la població africana del seus drets més bàsics. Crueltat, despossessió de les seves llengües, de les seves cultures, tractats com a productes, violats, maltractats físicament i psicològicament, és dels fills d'aquest esclaus que van sorgir sons del tot innovadors i que varen despaisatjar la música clàssica europea, blanca i elitista. El ragtime, que surt de l'anonimat gràcies a aquesta comunitat, es barreja aviat amb blues, el cant de l'ànima, i amb el gòspel, més religiós, per fer el jazz, una revolució que durarà fins als anys 1940.
Durant els 1950s la música mundial es veu sacsejada per una nova revolució. D'aquest so afroamericà s'hi afegeix la guitarra elèctrica i en surt el rock'n'roll, el primer gènere de rock que fa canviar les mentalitats racistes i classistes de l'Imperi de l'hamburguesa, així com els seus aliats, Europa de l'oest. El capital el torna un producte més i surten estrelles a dojo. La televisió, el cinema i tota la màquina de la cultura del segle XX es posa en marxa per fabricar les noves tendències. Els 1960 veuen l'explosió del pop-rock i de gèneres del tot nous. El moviment hippy protesta i s'emprèn als Estats Units i la seva suposada guerra per la pau. Emergeixen els concerts, la rebel·lió sexual en què per primer cop, es parla de sexe. Àfrica torna a ser un bressol. Es barregen els seus sons i neix el reagge i tot de gèneres nous.
Durant els 1970, la comunitat afroamericana, segregada torna les ciutats i l'urbanisme "més civilitzador" en una festa del Dissabte la nit. El disco envaeix les ràdios que es tornen en secundàries. El rock s'acomoda a l'ambient gai i es torna glam, hard, soft i mentre el country mira de conservar els valors puritans als Estats Units, les comunitats més reprimides desencadenen una New Wave. Àfrica es torna tendència amb l'afrobeat i la Cançó protesta. El continent canta contra la colonització i l'alliberament dels pobles. Un ítem que inspira Europa on, les nacions gallega i catalana exporten la seva Nova Cançó a Amèrica Llatina per protestar contra l'Imperi hispànic i les dictadures feixistes, vulgui ser de la península, com del continent americà.
L'electrònica es barreja a la música contemporània que prové indubtablement d'Àfrica i es barreja amb el pop. La nova era del pop comença amb els vuitanta on s'hi deixa definitivament les balades ensucrades i classistes. La revolució es torna encara més gran als noranta quan els grups de soul són represos per tornar-se boysband. Els noranta ja són una època resum. Tot i més de tot. S'escolta jazz, gòspel, blues, pop modern, reagge, hip hop, rap, R&B contemporani, dance, house, etc. Tot de gèneres que no haurien estat possibles sense Àfrica i les seves comunitats. Àfrica és, amb tot, la Revolució amb majúscules del segle xx. És el so de la modernitat, el de les comunitats reprimides que s'empoderen per fer fora els racistes i proposar-nos un món més variat. Vulgui ser en mans de Madonna, els Beatles o de Red Hot Chili Peppers, tots porten de forma implícita el cor africà, el ritme d'una societat que va saber transformat la tristor en alegria, tot cantant work songs. Desposseïts de tot, només tingueren la seva veu i, amb aquesta, feren circular un aire d'alliberament a tot el planeta.

### Àsia

#### Rock japonès
L'any 1998, Supercar va llançar el seu influent àlbum debut Three Out Change. Caracteritzat per tenir una "importància gairebé fonamental per al rock independent japonès del segle XXI", els Supercar va romandre actius fins al 2005 amb àlbums que contenien més rock electrònic.
Al mateix temps, grups com Quruli i Number Girl van començar a tenir influència en el rock alternatiu japonès. El crític de música, Ian Martin, ha arribat a escriure, juntament amb Supercar, aquests grups havien demostrat que "les bandes de rock japoneses podien enfrontar-se a les bandes alternatives britàniques i estatunidenques dels anys 90 en el seu propi terreny de joc... i, en fer-ho, havien establert un nou terreny per al rock japonès, cosa que el va desenvolupà a la seva pròpia manera a partir d’aquell moment".

#### J Pop
La banda de noise rock amb seu a Tòquio, Melt-Banana, es va convertir en un grup de culte internacional provinent del Japó, així com The Boredoms.
El J-Pop va ser una tendència important a finals dels anys noranta al Japó. El terme és una contracció en anglès de "pop japonès". El segell discogràfic japonès Avex Trax va produir una sèrie d'artistes de J-pop de primer nivell, en què s'inclouen Namie Amuro, Ayumi Hamasaki i la banda Every Little Thing. Hikaru Utada, de només 16 anys en aquella època, va obtenir el seu èxit l'any 1999 amb "Automatic", que va ser posteriorment cobert per la cantant de Hong Kong Kelly Chen. També, l'any 1999, DA PUMP, un grup de quatre membres, va tenir èxit amb "Crazy Beat Goes On!", havent aparegut a la banda sonora de la superproducció de la pel·lícula, Star Wars Episode 1: The Phantom Menace. "Give me a shake", del grup de noies MAX, també va ser esdevenir el top l'any 1999.
El J-pop dels anys noranta va tenir una empenta significativa a causa de la seva incorporació de lletres en anglès a les cançons. Els títols de la majoria de les cançons també eren sovint en anglès. Entre els exemples més destacats s’inclouen "Feeling good - it's paradise" de DA PUMP i "Give me a shake" de MAX. Altres artistes de J-pop, com el grup de dues noies Hokkaido, Kiroro, poques vegades incloïen lletres en anglès a les seves cançons.
Alguns artistes de parla no japonesa, com la taiwanesa Vivian Hsu, també van passar a l'èxit del J-pop; La banda d'Hsu Black Biscuits va tenir èxits l'any 1999 tant en japonès com en mandarí taiwanès amb "Bye bye". La cantant taiwanesa A-mei va gravar una cançó japonesa al seu àlbum de 1999 May I hold you, lover?.

#### Pop asiàtic
La dècada de 1990 es va tornar a interessar per la música local vulgui ser a Hong Kong, Taiwan, Malàisia, vulgui ser a Singapur. Només en aquestes quatre països, els artistes locals van superar els artistes estrangers, sobretot a finals dels anys noranta.
Tres grans rockers taiwanesos van ser noms coneguts al llarg dels anys noranta. El 1997 va ser Wu Bai; el 1998, Power Station; i el 1999, el veterà guitarrista i cantant de pub Dick Cowboy.
Wu era conegut per la seva versàtil capacitat per cantar i escriure cançons en hokkien ("Number one in the world", "Back to hometown", "Lonely tree, lonely bird"), així com en mandarí taiwanès ("Wanderer's love song", "Crying woman"), i també per les seves lletres poètiques. Les seves composicions també van ser escrites per altres artistes com Jacky Cheung de Hong Kong ("If this is not love"), Wakin Chau ("Crying woman"), Andy Lau ("Number one in the world"), i Tarcy Su de Taiwan ("Lazy Man's Diary", "Passive", "Yellow Moon").
Power Station, un duo aborigen taiwanès de la tribu dels Paiwan, era ben conegut pels seus cabells llargs, harmonies vocals de dues parts perfectes per al to, guitarres/baixos de marca i electrizants himnes de rock. Els membres Yu Chiu-Hsin i Yen Chih-Lin també van gaudir d’èxits com a cantants de nombrosos temes d’obertura televisiva (i ocasionalment finals) al llarg del 1998 i el 1999; van guanyar el premi a la millor cançó temàtica als Premis Estrella del 1999 per la seva cançó "I can endure the hardship".
Dick Cowboy havia estat cantant en diversos pubs durant la seva joventut i era especialment conegut per les seves portades de cançons d'A-mei, Phil Chang, i Jeff Chang. El 1999, als 40 anys, la seva composició original "Forget me or forget him" el va impulsar al rang de superestrella.
Els cantants masculins amb gran veu varen posar-se de moda a la música pop taiwanesa dels anys noranta. Jeff Chang va ser el més important. El seu àlbum Intuition (1998) contenia el tema principal, que és el seu single més gran fins ara.
La cantautora Panda Hsiung, la veu de la qual era molt semblant a la de Chang, va tenir el seu èxit més gran amb la seva composició original "Incomprensibles records" el 1998, que va aparèixer a la banda sonora del drama, Legend of the Eight Immortals. Panda també va tenir una sèrie d'èxits al llarg del 1998 i el 1999, incloent "I Wander Alone", "River of the Blues", "Snowbird", i "The Match Girl".
Altres cantants populars taiwanesos amb veus excepcionalment durant la dècada de 1990 són Chang Yu Sheng, Terry Lin i Chyi Chin.
La follia de l'eurodance a Europa i tot el món va donar idees al mercat pop asiàtic amb cantants com Yuki Hsu. El seu primer gran èxit, enregistrat el 1999 quan només tenia 20 anys, va ser "Who is bad?". De la mateixa manera, el J-pop es va popularitzar a Taiwan i Hong Kong després que les seves cançons fossin traduïdes al xinès, per exemple "Automatic" de Kelly Chen, i "Later" de Rene Liu, un remake de l'original de Kiroro.
Els Quatre Reis Celestials de Hong Kong (Aaron Kwok, Andy Lau, Jacky Cheung i Leon Lai) van ser els artistes solistes indiscutibles de Hong Kong als anys noranta. Cheung també va ser titllat de "Déu de les cançons" durant aquest període.
Els joves cantants de Hong Kong, Daniel Chan, Ronald Cheng i Gigi Leung van preferir descansar als noranta. "Only you in my heart" de Chan, de l'àlbum del mateix nom, es va publicar el 1997 quan Chan només tenia 22 anys; la cançó ha estat seleccionada com a tema inicial de la sèrie de televisió de Singapur, From the Medical Files. Chan també continuaria cantant uns quants temes d'obertura / finalització de televisió el 1998, inclosos "Lonely nights I'm not lonely" (de Stand by me), "When are dream descubres" i "Does your heart" ferit " (tots dos de A Piece of Sky).
L'àlbum de Cheng I Really Can es va publicar el 1999 i va ser la seva millor venda fins ara; els seus altres àlbums d’èxit van foren You Are Not My Dearest Lover (1997) i Don't Love Me (1996).
L'àlbum Fresh de Leung (1999), juntament amb la seva cançó principal, va ser un èxit de vendes en llançar-se, i la cançó principal continua sent la seva cançó d'autor.
Julie Su Rui de Taiwan i Anita Mui de Hong Kong, ambdues cantants veteranes establertes, també van tenir àlbums de retorn en aquest període. L’àlbum de Su Love Comes This Way es va publicar el 1998 i Mui’s Intimate Lover, el 1992.
A la fi del 1999, dos cantants veterans de Hong Kong tenien àlbums de primer nivell. L'àlbum de Jordan Chan A Bigger Star contenia la cançó "I Don't Have Such Fate"; mentre que l'àlbum de William So Loving Someone Is So Hard contenia "You + Me + Heartbroken", una nova gravació amb firma pròpia "Sadder as We Kiss".
Dintre el blocs de més cantants i artistes d'èxit a Àsia tenim:
- Hong Kong: Wakin Chau, Sally Yip, Andy Hui, Samuel Tai, David Lui i Sammi Cheng;
- Taiwan: Tarcy Su, CoCo Lee, A-mei, Chao Chuan, Richie Ren i Phil Chang;
- Malàisia: Eric Moo, Ah Gu i Auguste Kwan;
- Singapur: Kit Chan, Mavis Hee i Fann Wong.

### Austràlia i Nova Zelanda
Les bandes INXS i Crowded House, que havien aconseguit fama internacional als anys vuitanta, van continuar el seu èxit fins als anys noranta. Tanmateix, INXS va experimentar un descens de popularitat després del llançament de Full Moon, Dirty Hearts, del 1993, que ni tan sols va arribar al Top 50 estatunidenc i el 22 de novembre de 1997, pocs mesos després del llançament del desè àlbum d'estudi de la banda Elegantly Wasted, el líder Michael Hutchence va ser trobat mort en una habitació d'hotel de Sydney. Crowded House va publicar dos àlbums més, Woodface de 1991 i Together Alone de 1994, que van tenir èxit a nivell internacional, però es van dissoldre el 1996 després del concert "Farewell to the World" a les escales de l'Operapera de Sydney. El seu àlbum recopilatori de grans èxits Recurring Dream, publicat el 1996, va debutar al número u d’Austràlia, Nova Zelanda i el Regne Unit i va arribar al Top 20 de diversos territoris europeus. Entre les bandes de rock australianes dels anys noranta destaquen Silverchair, Savage Garden, Bachelor Girl, Powderfinger i The Living End.
A Nova Zelanda, el senzill "How Bizarre" del grup de hip hop OMC es va convertir en la cançó neozelandesa amb més èxit de la història, aconseguint el número u de diverses llistes musicals de tot el món, incloses d'Austràlia, Canadà, Irlanda, Sud-àfrica i Àustria. Els anys noranta van experimentar un augment de la popularitat de la música de rock alternativa a Nova Zelanda, especialment en grups de rock del segell discogràfic independent Flying Nun Records. Entre els grups de rock alternatius d’èxit d’aquesta època s’inclouen Straitjacket Fits, Headless Chickens i The Chills. Headless Chickens va proporcionar a Flying Nun el seu primer senzill número u de Nova Zelanda el 1994 amb la seva cançó "George".
La cantant australiana Kylie Minogue, que ràpidament va guanyar fama a finals dels vuitanta, va continuar sent popular durant tota la dècada, sobretot amb les cançons "Confide in Me" i "Where the Wild Roses Grow", que va enregistrar amb Nick Cave. Els anys noranta també van veure l’aparició de la cantant de pop/rock, Natalie Imbruglia, que va guanyar popularitat a tot el, a més del cantant de pop Peter Andre, la banda de pop Human Nature, Tina Arena i els artistes de R&B Hip Hop CDB i Deni Hines.